# 自動車

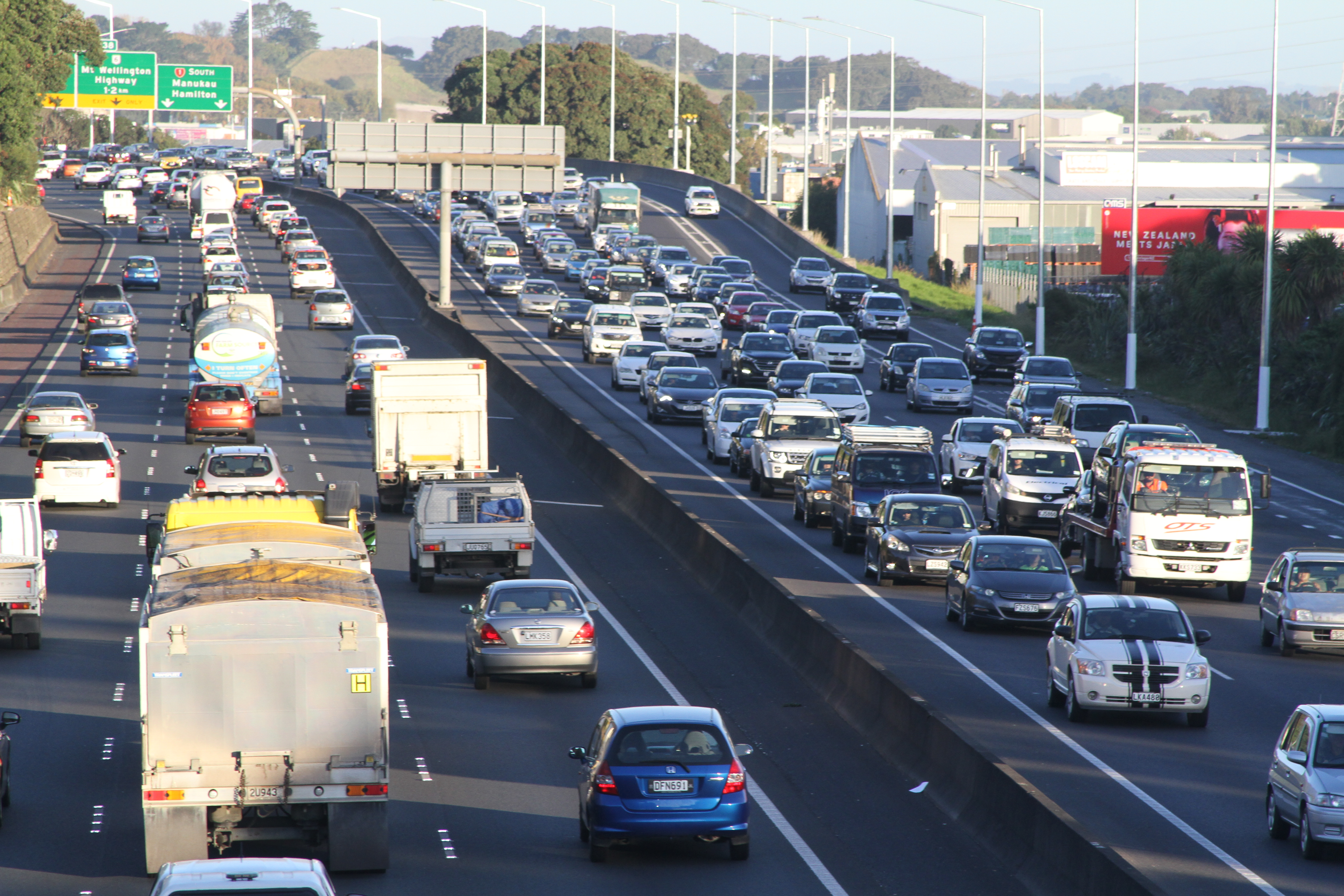
現代の高速道路を実際に走る 数々の自動車の状況。乗用車（数名程度の人を乗せて走るための車）が圧倒的に多い。乗用車の群れの中に、トラック（貨物自動車）やタンクローリーやバスなどがいくらか混じる。ニュージーランド、2019年

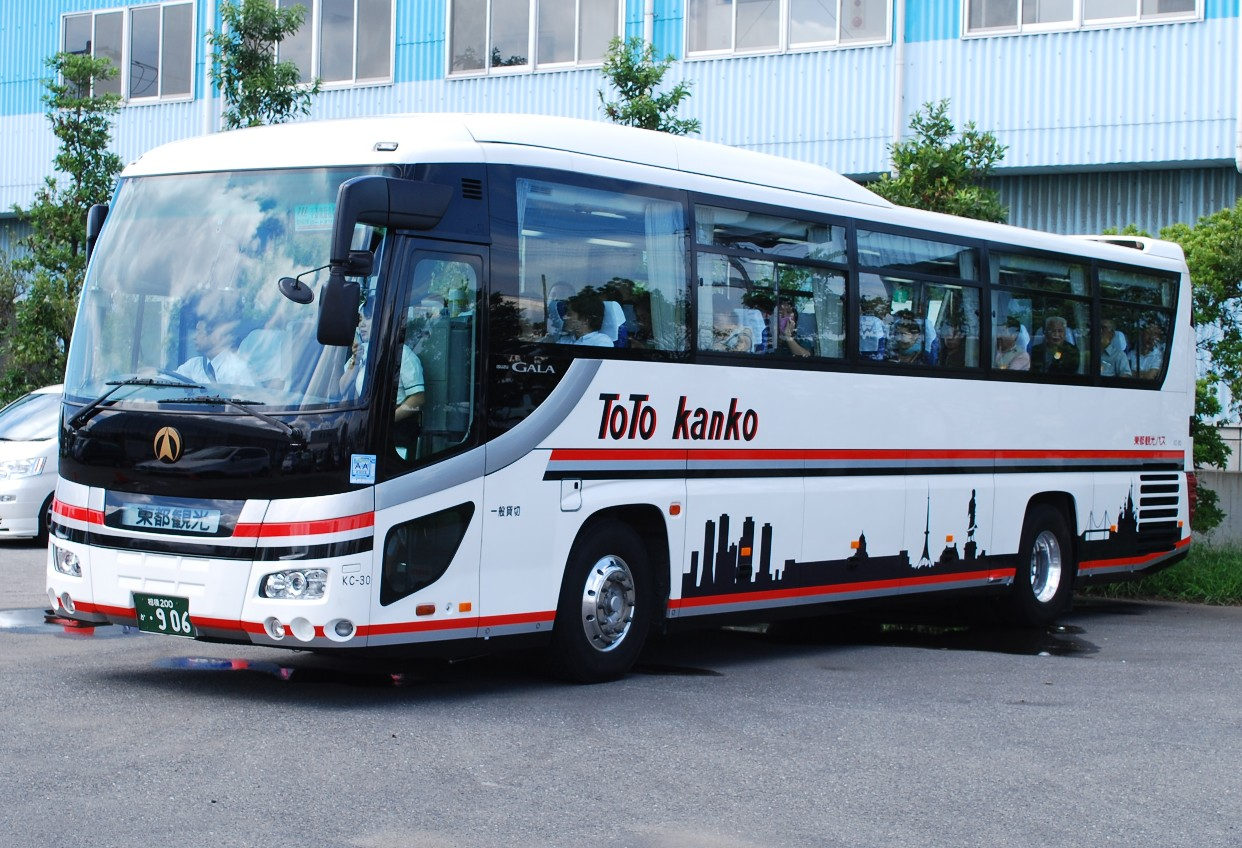
観光バスの例。多くの人を運べる自動車。千葉県、2008年

自動車（じどうしゃ、英: car、automobile）とは、原動機の動力によって車輪を回転させ、軌条や架線を用いずに路上を走る車。広義には自動二輪車（オートバイ）も含むが、本項では四輪自動車について述べる。

## 概要
自動車は、大辞泉では原動機の動力によって車輪を回転させ、軌条や架線を用いず路上を走る車、と説明されている。角川の1989年の国語辞典には「発動機の動力で軌道なしに走る四輪車」と記載されている。
自動車は、18世紀に蒸気機関を用いた蒸気自動車として登場し、19世紀にはイギリスやフランスで都市間を移動するためのバスに用いられるようになっていた。19世紀後半、1870年代から1880年代にかけてはオーストリアやドイツでガソリンの内燃機関を用いた自動車の制作や特許取得が行われた。1896年に米国のヘンリー・フォードもガソリン自動車を開発し、1903年に自分の名を冠したフォード・モーター社を設立し、まずは2気筒エンジンの小さな車の製造・販売を開始、1905年には4気筒エンジン車を販売開始、1908年には改良のうえ、価格も比較的安く設定したフォード・モデルTを発売し、大人気となった。モデルTは1909年の1年間だけでも1万台を超える数が売れ、米国で急速に自動車が普及してゆくことになる。米国ではそれまで街の大通りを走る車と言えば（裕福な人々が所有し、御者付きの）馬車ばかりだったのだが、その後 わずか10年ほどのうちに馬車の所有者たちはそれを自動車へと換えてゆき、米国の通りの景色は一変することになった。1910 - 1920年代には安価な大衆車も普及しはじめた。→#歴史
自動車は基本的には、人や貨物を運ぶための実用の道具として用いられるものであり、人の移動手段として通勤・通学、顧客先訪問、客の送迎、旅の際などに使用されることがある。貨物輸送に関してはトラックやワゴン車等を用いて荷物が運ばれている。
鉄道と自動車を比較すると、専用の軌道を必要としないことから、経路と進路の自由度が高いという特徴があるが、特に鉄道は駅から駅へしか運べないのに対して、自動車は戸口から戸口へと人や荷物を運べるという特徴がある。→#自動車の利用
また自動車は、実用性を離れて、愛着の対象となって趣味的に所有されたり、運転を楽しむために用いられたり、整備すること（"機械いじり"）を楽しむために用いられることもある。一方、高級車はステータスシンボルとして、人と人を差別するために使われてしまうこともある。→#自動車文化
自動車は世界中で大量に普及したため、大気汚染の原因となったり、その石油資源の消費量によって石油危機時のリスク要因となったり、道路上の自動車の過密状態などの問題を引き起こしている。また毎年多くの人が自動車の交通事故で命を落とし、悲しみに暮れる遺族が生じている。→#負の影響
自動車を動かすこと・操ることを運転と言い、ほとんどの国で、公道での自動車の運転には運転免許が必要とされている。自動車の最初期の段階からすでに事故（交通事故）が発生していた。自動車によって、怪我をさせられたり命を失ってしまう人やその家族という被害者が生じ、同時に運転者が加害者として生きていかなければならなくなることは、自動車普及後の社会が抱え続けている重い課題のひとつである。
→#負の影響
課題の解決に向けた努力も少しは続けられており、大気汚染防止のために行政は排出ガス規制を行い、自動車メーカーは消費する石油を減らすこと、つまり燃費の向上（省燃費エンジンの開発）を行い、電気自動車、ハイブリッド・カー、水素自動車などの開発・販売も行われている。

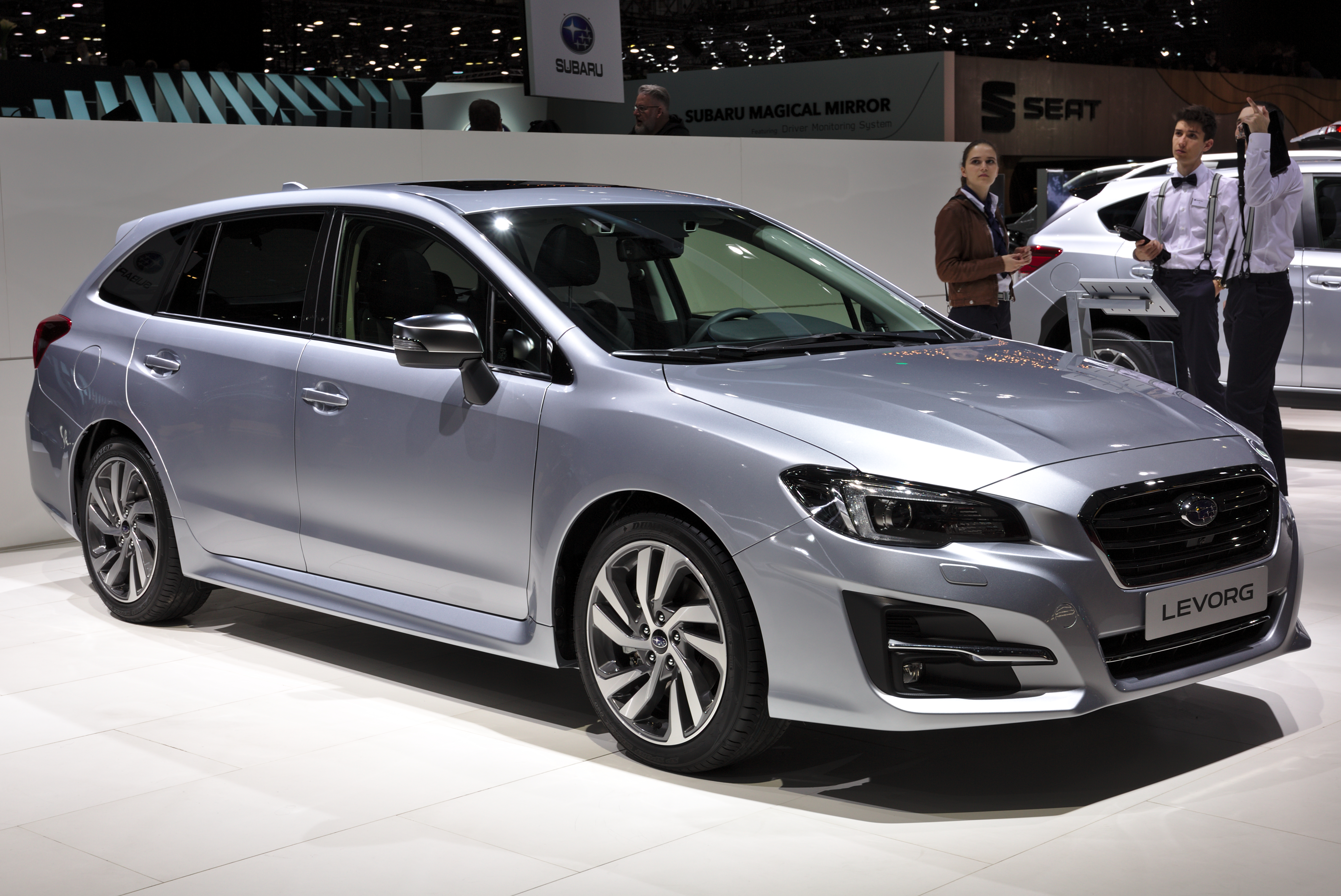
アイサイト（EyeSight）搭載、スバル・レヴォーグ

テクノロジーを使い事故をいかに減らすか、という課題に真摯に取り組んでいる自動車メーカーもある。スバルのアイサイト（EyeSight）などカメラを搭載しAIで画像認識し自動的に減速または停止するシステムを開発しているメーカーも一部にあり、すでに事故の件数を減らすことに貢献している。最近では本格的な人工知能と高度なセンサー類を用いて自律走行が可能な自動運転車も研究されており、AIならば人間が運転するよりも事故率が劇的に減るであろうと期待されてもいて、米カリフォルニア州など一部ではすでに社会実験が開始されており、世界での本格的な普及開始の時期が近付いている。→自動運転車
自動車の生産は、部品となる様々な工業製品があってはじめて可能となるので、他の様々な工業の振興、一次的工業品の製造とも関連する。その規模の大きさ、影響の大きさによって、政府にとっては自動車の製造は（一国の）経済を支える重要な産業となりうる。現在のところ、一握りの先進国が自動車の生産を独占してしまっているような状況にある。多くの開発途上国の政府が、自動車製造を行うために懸命の努力を行っている（例えば、先進国の自動車メーカーや政府と交渉し、自動車を輸入するだけでなく、自国内に製造工場などを設けさせる努力を続けている）のは、経済的な影響が大きいからである。→#自動車産業
公共交通機関の発達していない田舎などでは特に一人当たりの所有率が一般的に高い。→#自動車の普及

自動車の例 (それぞれの説明はマウスでカーソルを画像の下の方へ、またはJavascriptオンで画像をクリック。モバイルアプリでは画像を開いてから閉じる。)
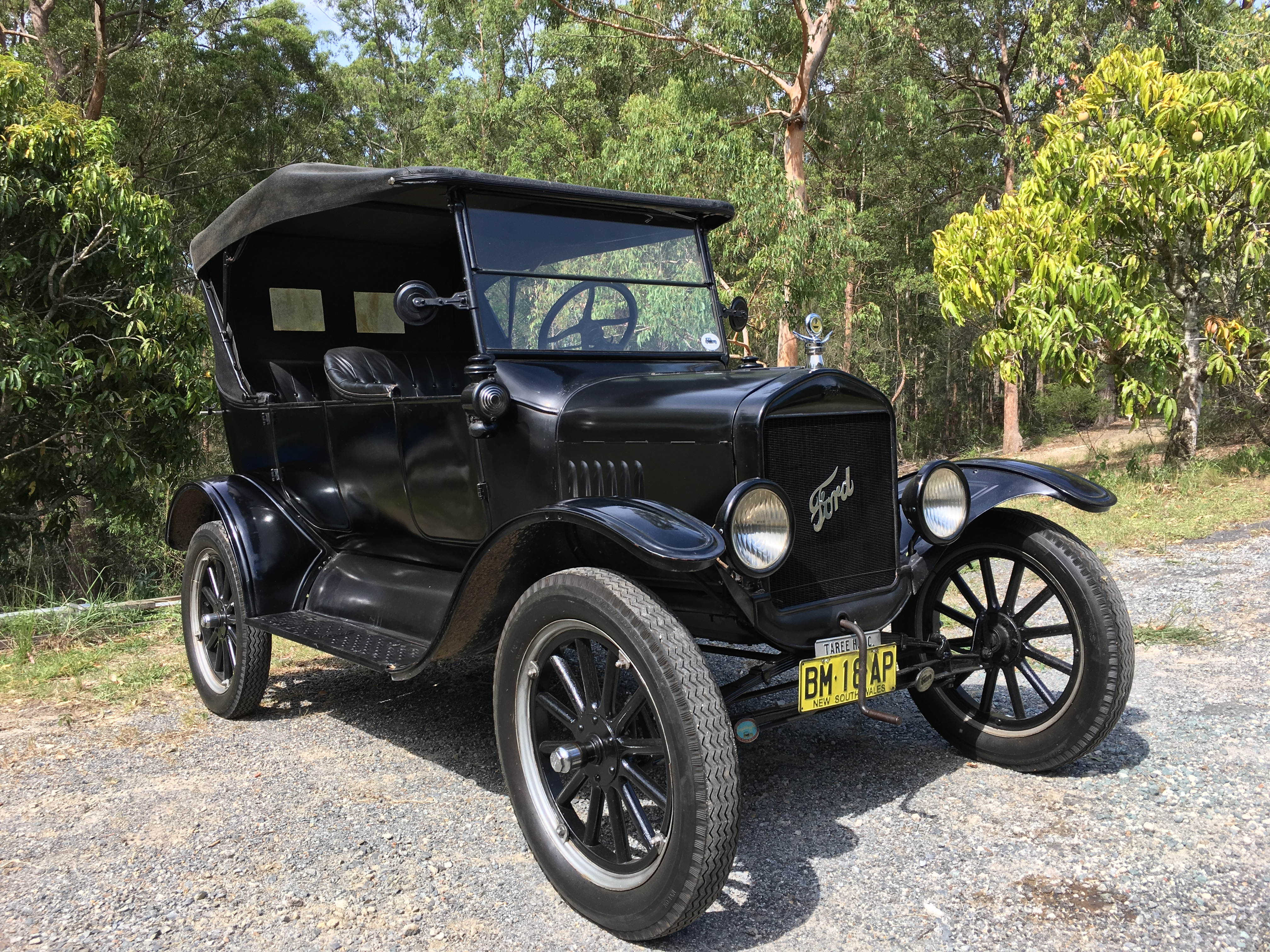
20世紀初頭の自動車の急激な普及のきっかけとなったフォード・モデルT（T型フォード）。
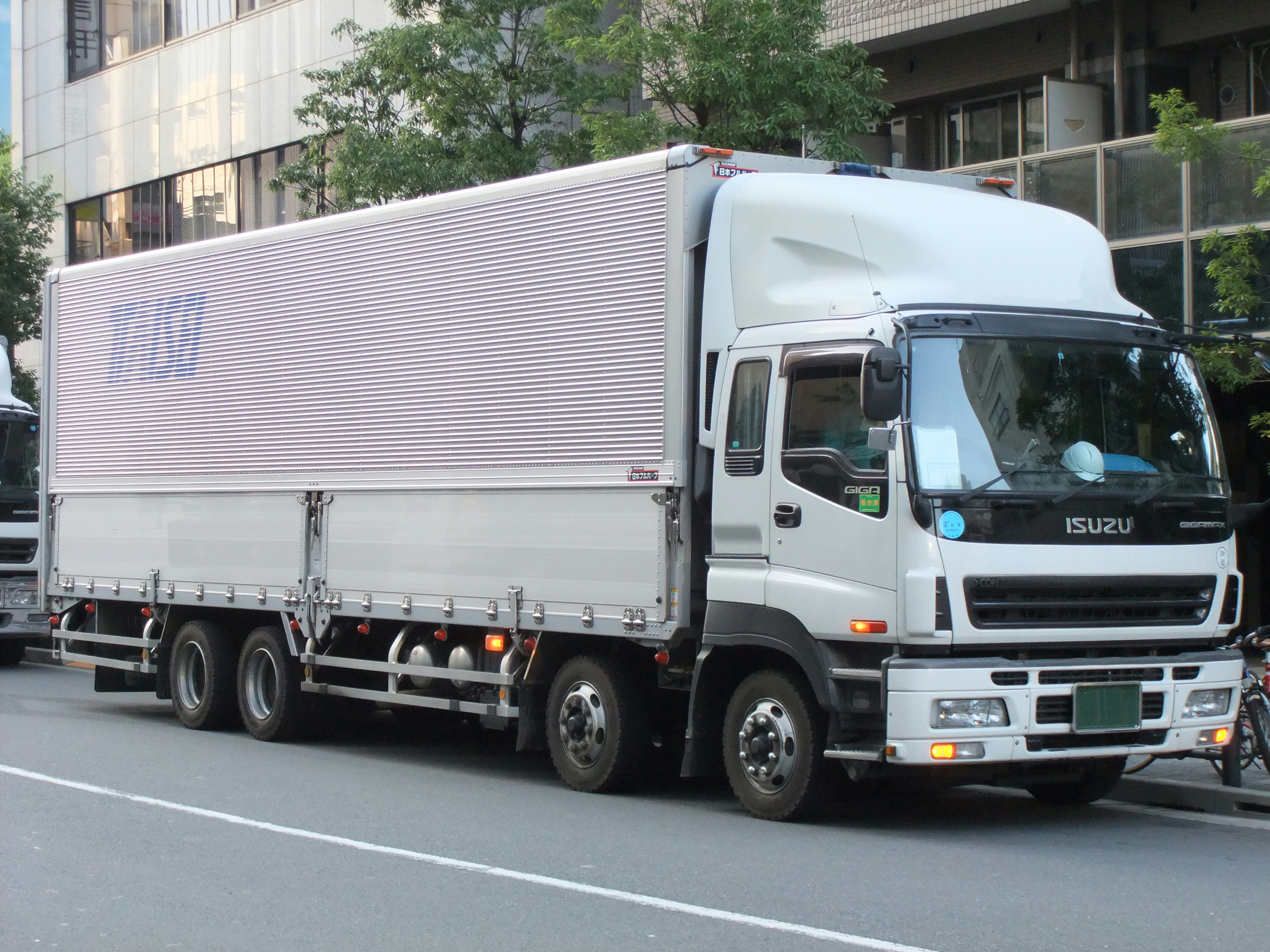
貨物自動車（貨物車）の例。多くの荷物を運べる。
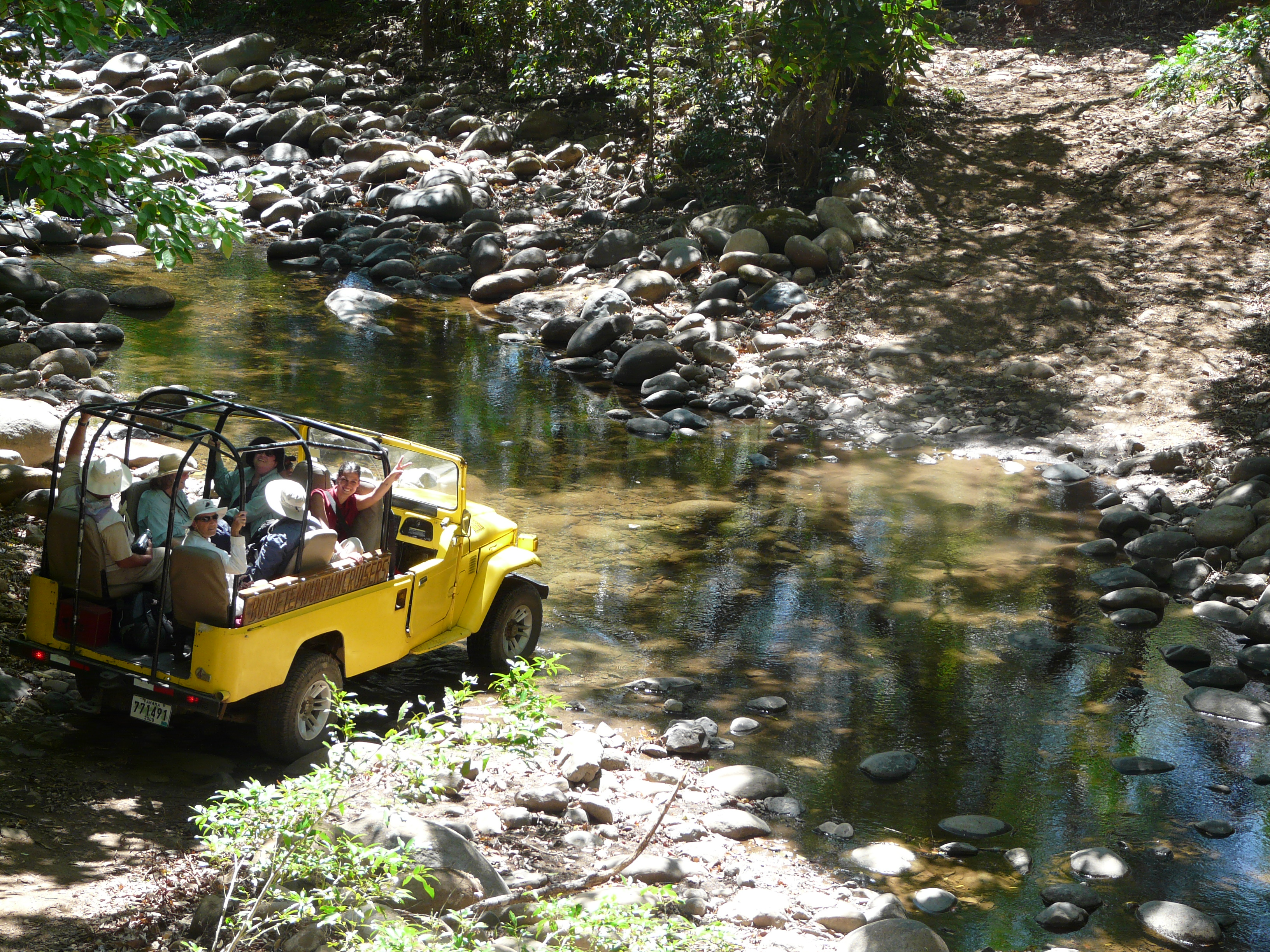
自動車は一般に軌条（鉄道）を必要としないが、さらに、道路すら離れて走ることができる車（オフロード車）もあり、街から離れた、道路があまり整備されていない場所への移動に便利である。オフロード車（en:Off-road vehicle）の多くは総輪駆動である。写真は川を渡りかかっているオフロード車。
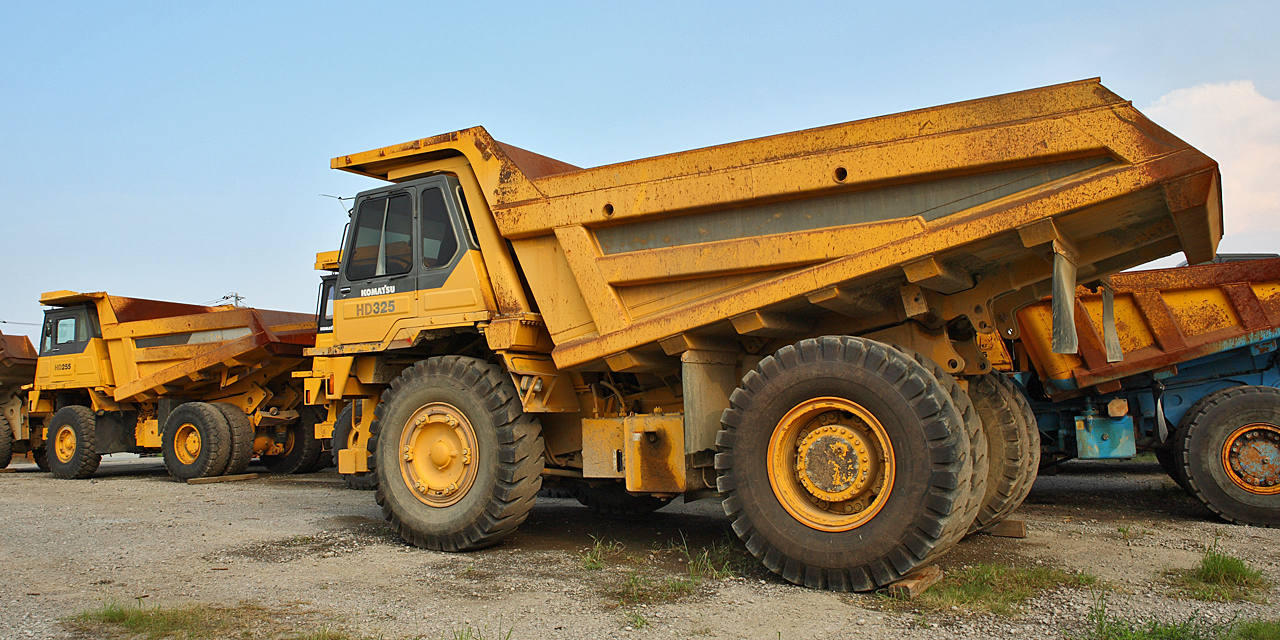
特殊作業車の例、露天掘りの鉱山などで使われる、特に大型のダンプカー。35トンほどの荷物を運べる。
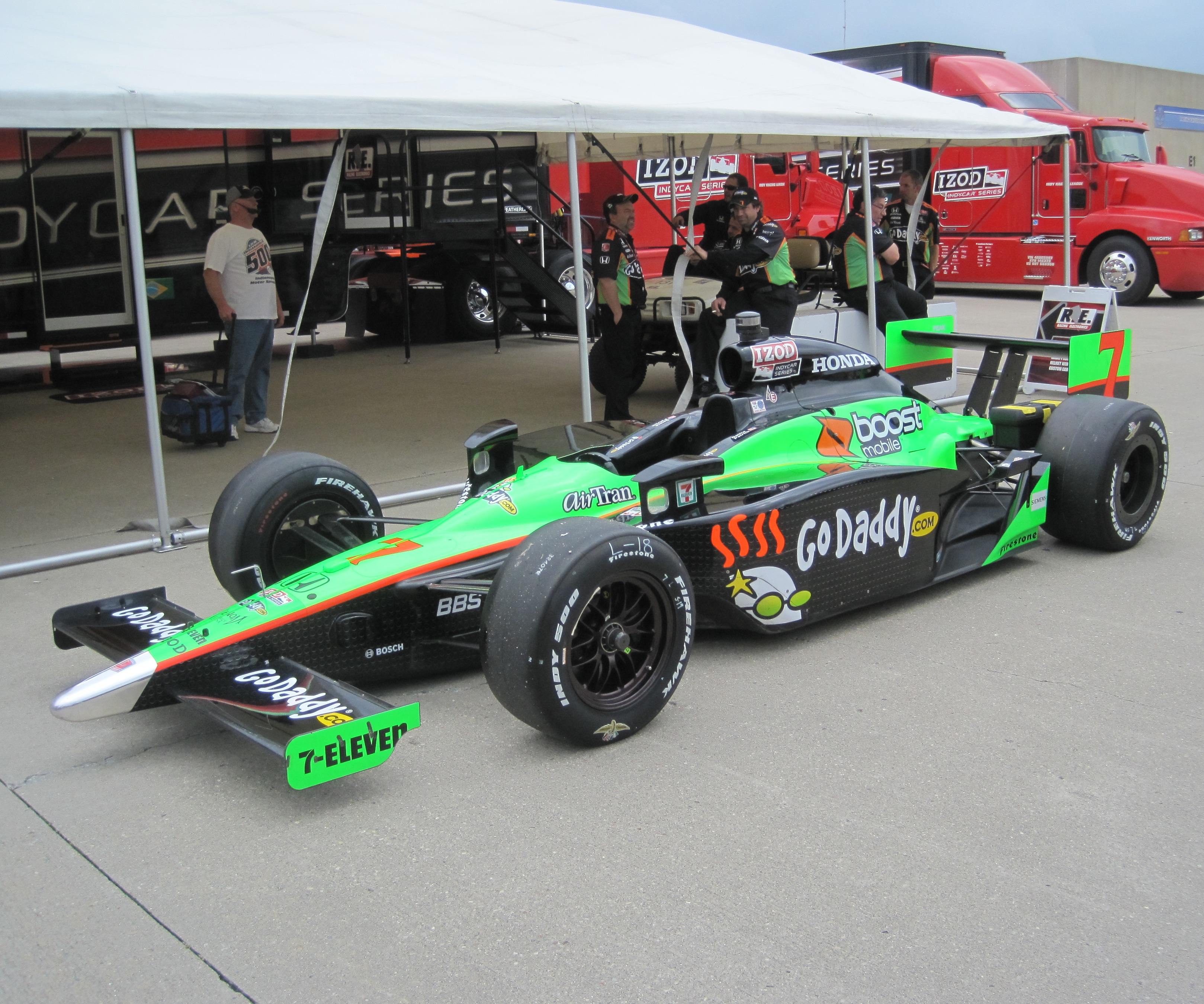
特殊な車の一例、サーキットで競走するためのレーシングカー。

## 歴史

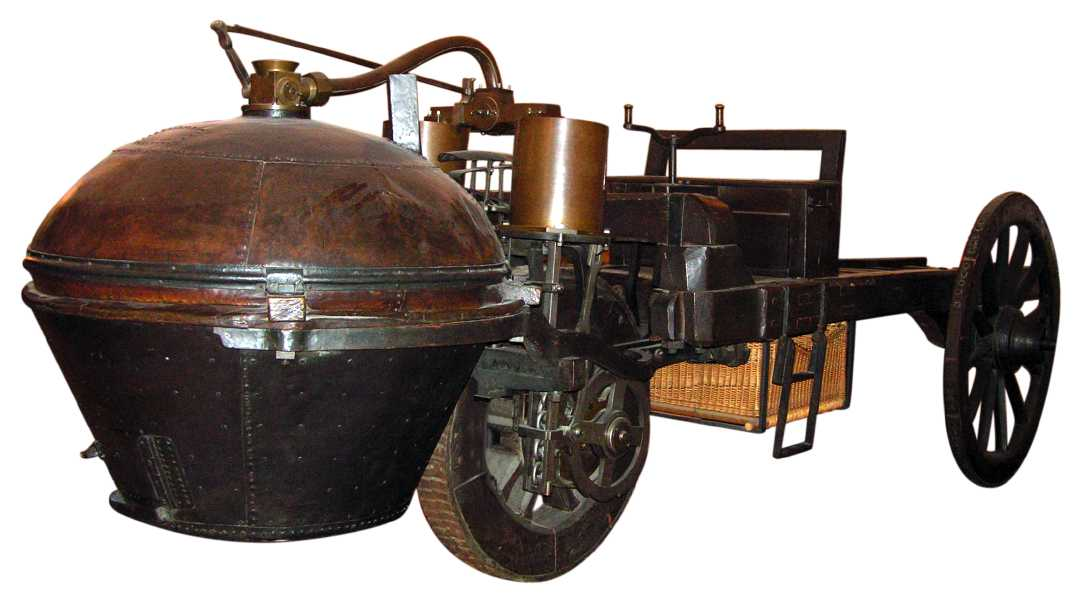
フランス陸軍の技術大尉が1760～70年代に開発したキュニョーの砲車のレプリカ

### 蒸気自動車
最初の自動車は蒸気機関で動く蒸気自動車で、1769年にフランス陸軍の技術大尉ニコラ＝ジョゼフ・キュニョーが製作したキュニョーの砲車であると言われている。この自動車は前輪荷重が重すぎて旋回が困難だったため、時速約3キロしか出なかったにもかかわらず、パリ市内を試運転中に塀に衝突して自動車事故の第一号となった。
イギリスでは1827年ごろから定期バスとして都市部および、都市間で広く用いられ、1860年ごろにはフランスでも用いられるようになった。1885年に、フランスのレオン・セルボレが開発し1887年に自動車に搭載したフラッシュ・ボイラーにより蒸気自動車は2分でスタートできるまでに短縮された。1900年ごろにはアメリカ合衆国で、石炭の代わりに石油を使った蒸気自動車が作られ、さらに普及していった。この頃は蒸気自動車の方がガソリン自動車よりも騒音が少なく運転が容易だった。アメリカ合衆国では1920年代後半まで蒸気自動車が販売されていた。
1865年にイギリスで赤旗法が施行された。当時普及しはじめた蒸気自動車は、道路を傷め馬を驚かすと敵対視されており、住民の圧力によってこれを規制する「赤旗法」が成立したのである。この法律により、蒸気自動車は郊外では時速4マイル（6.4 km/h）、市内では時速2マイル（3.2 km/h）に速度を制限され、人や動物に予告するために、赤い旗を持った歩行者が先導しなければならなくなった。その結果、イギリスでの蒸気自動車の製造・開発は、この赤旗法が廃止される1896年まで停滞することになり、それに続くガソリン自動車の開発においても、ドイツやフランスが先行する事になる。
日本では1904年（明治37年）に、電気技師の山羽虎夫が制作した蒸気自動車が最初で、これが日本産自動車の第1号だといわれている。

### ガソリン自動車

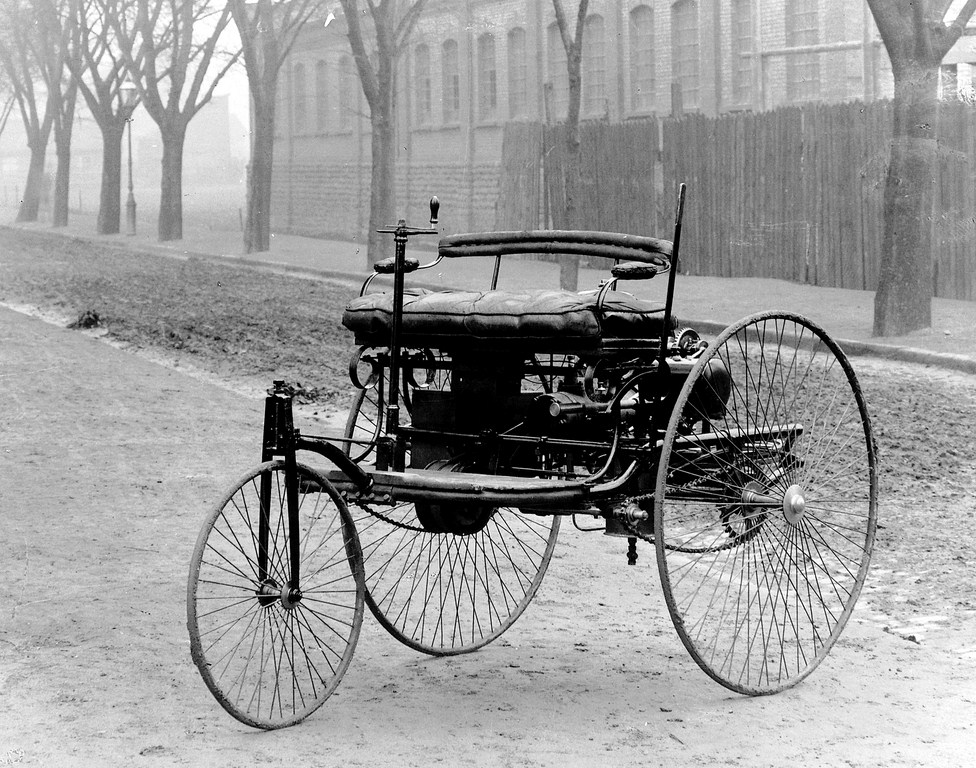
初期のガソリン自動車、1885年型ベンツ。3輪である。

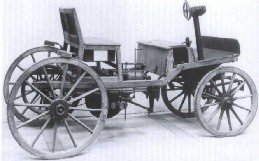
同じく初期のガソリン自動車のマルクスカー（1888年）

1870年、ユダヤ系オーストリア人のジークフリート・マルクス（Siegfried Samuel Marcus）によって初のガソリン自動車「第一マルクスカー」が発明された。1876年、ドイツ人のニコラウス・オットーが石炭ガスで動作する効率的な内燃機関のオットーサイクルを発明すると、ゴットリープ・ダイムラーがこれを液体燃料を用いるガソリンエンジンへと改良して二輪車や馬車に取り付け、走行試験を行った。1885年にダイムラーによる特許が出されている。1885年、ドイツのカール・ベンツは、ダイムラーとは別にエンジンを改良して、車体から設計した3輪自動車をつくった。ベンツ夫人はこの自動車を独力で運転し、製造者以外でも訓練さえすれば運転できる乗り物であることを証明した。ベンツは最初の自動車販売店を作り、生産した自動車を数百台販売した。また、ダイムラーも自動車会社を興した。現在、ガソリン式自動車の発明者はダイムラーとベンツの両者とされることが多い。
1898年（明治31年）には、フランスから日本に輸入されたガソリン自動車「パナール・ルヴァッソール」が、日本国内最初の自動車として登場した。
日本国産のガソリン自動車は、1907年（明治40年）に誕生した「タクリー号」が最初であった。名称の由来は、道を「がたくり、がたくり」と音を立てて走ることから。

### 蒸気・ガソリン・電気の3方式並立の時代からガソリン車時代へ
19世紀の自動車は手作りであるため非常に高価なものであり、貴族や富裕層だけが所有できるものであった。そして彼らは自分たちが持っている自動車で競走をすることを考えた。このころに行われた初期の自動車レースで活躍したのが、ルノー、プジョー、シボレー、フォードといった現在も残るブランドたちであった。このころはまだガソリン自動車だけでなく蒸気自動車や電気自動車も相当数走っており、どの自動車が主流ということもなかったが、1897年のフランスでの自動車レースでガソリン自動車が蒸気自動車に勝利し、1901年にはアメリカのテキサス州で油田が発見されてガソリンの供給が安定する一方、当時の電気自動車や蒸気自動車は構造上の問題でガソリン自動車を超えることができず、20世紀初頭には急速に衰退していった。

### 共有、個人所有、シェアリングの歴史
共有の歴史
当初は自動車を所有するのはごくごく少数の貴族や富裕層にとどまっていた。所有者に重いコストがのしかかる乗り物という存在を、所有せず活用する、という発想は古くからあり、例えば古代ローマにも馬車を現代のタクシーのように従量式で使う手法も存在したことがあったともいう。1620年にはフランスで貸馬車業が登場し（言わば、現代のレンタカーに当たる）、1662年にはブレーズ・パスカルが史上初のバスとされる5ソルの馬車を発明しパリで営業を開始した。1831年にはゴールズワージー・ガーニー、ウォルター・ハンコックが蒸気式の自動車で乗り合いバスの運行を開始した。

内燃機関によるバスとして最初のもの（1895年）

1871年にはドイツ人のヴィルヘルム・ブルーンによってタクシーメーターが発明され、1897年にはゴットリープ・ダイムラーが世界初のメーター付きタクシー（ガソリン車）Daimler Victoriaを製造した。レンタカーの最古の歴史ははっきりしないが、米国における最初のレンタカー業者は、初の量産車とされるT型フォードを用いて1916年から営業した、と言われることはある。その最初のレンタカー業者とされるネブラスカの男Joe Saundersは、車にメーターを取り付け 1マイルあたり10セントの方式で貸したという。
大量生産と大衆による所有と個人所有にかかる諸費用の膨張

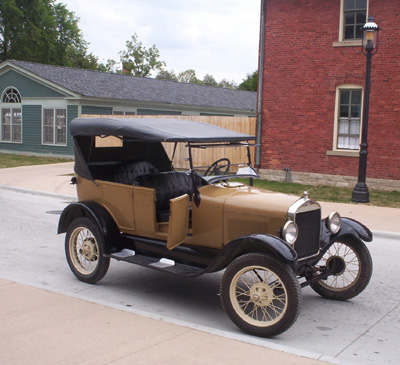
フォード・T型（1908年発売）

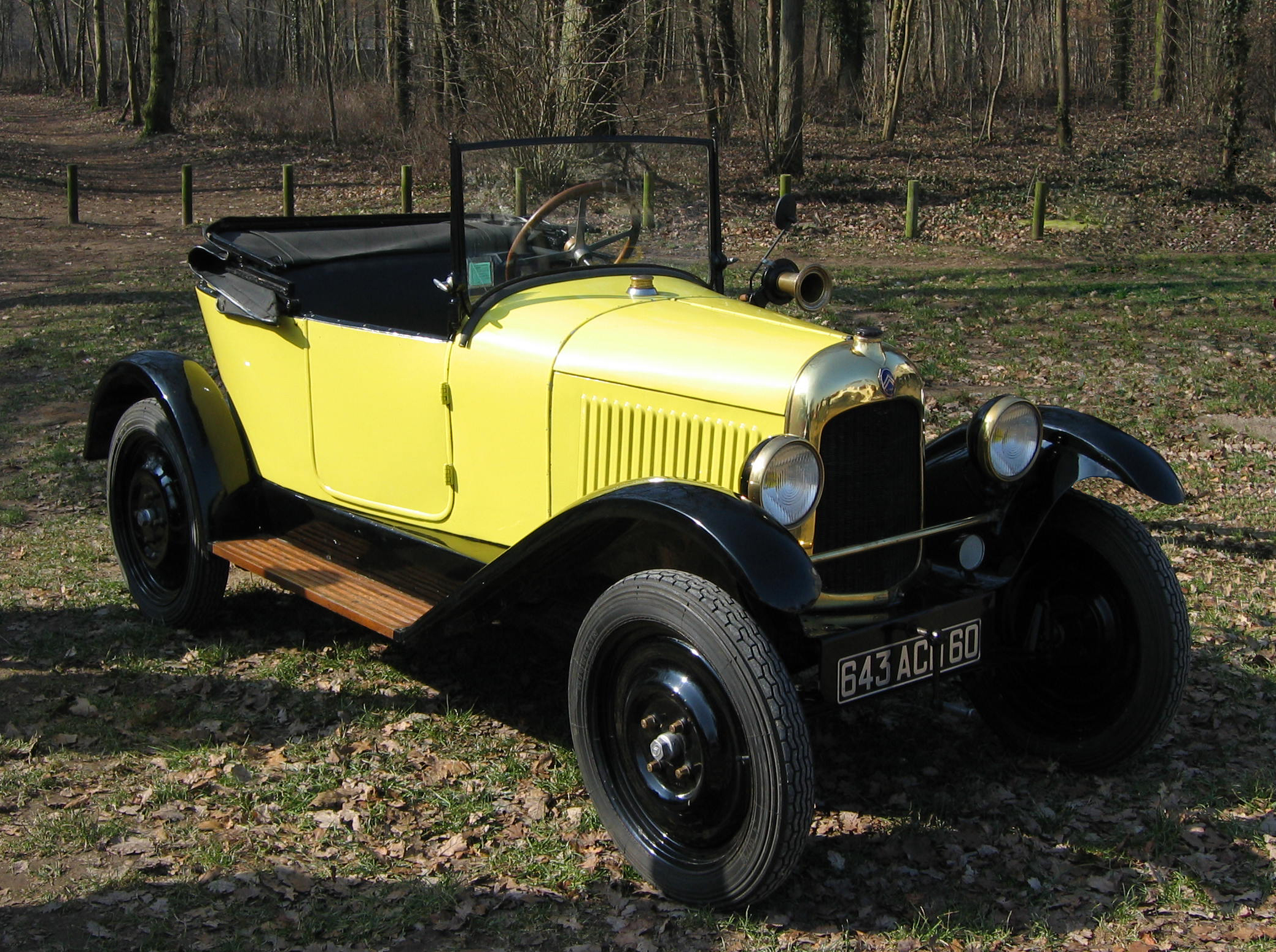
シトロエン・TypeC（1922年発売）

米国で1908年、フォードがフォード・T型を発売した。フォードは、流れ作業による大量生産方式を採用し自動車の価格を引き下げることに成功した。これにより裕福層の所有物であった自動車を、大衆が所有することが可能となり自動車産業が大きく発展するさきがけとなった。ヨーロッパでは1910年ごろに、大衆の自動車に対する欲求を満たすように、二輪車の部品や技術を用いて製造された小型軽量車、いわゆる「サイクルカー」が普及していった。1922年にフォードと同様の生産方法を用いた小型大衆車が発売され、本格的に自動車が普及していく事になった。また、それに伴いサイクルカーは姿を消していき、大衆車の普及によって、一般市民が自動車を所有することが可能となり、自家用自動車(自家用車）が普及すると、それに伴って自動車の利用が一般化、いわゆるモータリゼーションが起きた。世界で初めてモータリゼーションが起こったのは1920年代のアメリカ合衆国であり、次いで西ヨーロッパ諸国においても起こり、日本でも1930年代ごろに都会の中流層に小型車の普及が始まったが、その後第二次世界大戦を経て1960年代にモータリゼーションがはじまった。個人用自動車の普及は、鉄道や船といった公共交通機関に頼っていた時代に比べて利用者に圧倒的に高い自由度をもたらし、個人の行動半径を大きく拡大させることとなった。
だが現代では、自動車を個人が所有するには、払わなければならない費用は、車両の価格だけで済まず、それ以外に自動車税・自動車重量税・自賠責保険料・車検代・消耗品等の費用・ガソリン代・駐車場代・任意保険料などの費用がかかる。ナイル株式会社が2022年に公表した、「自家用車にかかる費用が家計を圧迫していると感じるか？」という設問で行ったアンケートの結果によると、 62.4%（730人）が（自動車にかかる費用が家計を圧迫していると）「感じる」と答えた。
カーシェアリングやライドシェア
1970年代にはスイスなどでカーシェアリングも始まった。カーシェアはその後世界各国に広がり、2000年代には、アメリカやヨーロッパなどではUber（ウーバー）、アメリカのリフト社（Lyft）、中国の滴滴出行（ディディ）、シンガポールのグラブ（Grab）など、自家用車による有償ライドシェアを認める国・地域が増えてきているなど、自動車を個人所有せず快適に利用する方法は多様化してきている。海外ではダイナミックプライシングによって需要の多い時間にドライバーが運行すれば効率的に働ける仕組みになっており、運行主体とドライバーの関係が雇用契約ではなく業務委託のケースも多い。一方、高齢化が進み働き手不足の日本では、コロナ禍の離職者も重なったことで、個人タクシーを除くタクシードライバーの数はコロナ禍前の2019年から2割減り、23年3月末時点でおよそ23万人まで減ってしまい、タクシー不足状態になり、利用者からは「タクシーがつかまらない」という不満が噴出してたが、2024年4月より限定的ながら解禁されることとなった。

### 機械の生産方式や人々の労働への影響
なお自動車で採用された大量生産の手法が、ライン生産方式という効率的な手法を、自動車産業に限らず様々な製造業において広めてゆくことになった。これは企業経営者にとっては好都合な手法であったが、それは同時に分業が徹底される結果を生み、工場で多くの労働者が、まるでただの機械や道具のように扱われ、同一の単調な作業ばかりを繰り返すことを強制され、働くことに喜びを見出しにくくなる、労働者に精神的な不幸をもたらすという負の事態も引き起こした。一時期はあまりに効率重視で作業の細分化がゆきすぎ、それこそひとりの労働者が、ボルトを1個～数個締める作業ばかりを繰り返すなどというひどい方式になってしまい、労働者への精神的な悪影響が大きくなりすぎ、それが学者などからも指摘されるようになり、その後長い年数をかけて、作業を細分化しすぎないように、ある程度はまとまった範囲の任務を与える、という方式を採用する工場も増えてきた。たとえば一人の担当者が、せめてエンジン部分はまとめて責任を持って一人で組み立てることで、その人なりに「自分の作品を仕上げた」と感じられるようにする、などといった方式である。

### 2000年代における技術開発の動向
中国など新興国の経済成長や人口増加で、世界全体の自動車販売台数は増えている。これに伴い化石燃料の消費増や大気汚染が問題となり、各国政府は自動車に対して排気ガスなどの規制を強化。自動車メーカーは温室効果ガスや大気汚染物質の排出が少ない又は皆無で、石油資源を節約できる低公害車の開発・販売に力を入れる。
近年は、公害や地球温暖化の対策として、電気自動車や燃料電池車等のゼロエミッション車の開発が進んでいる。特に2015年にフォルクスワーゲングループにて発覚した排ガス不正でディーゼルエンジンの悪影響が露呈されてから、欧州各国では近い将来ガソリン車およびディーゼル車などの販売を禁止する法案が賛成多数の情勢にある。オランダとノルウェーでは2025年、ドイツでは2030年に施行するべく、そうした法案が提出され始めている。
近年は情報通信技術（ICT）が急速に進歩している。このため自動車メーカーや大手ICT企業は、インターネットで外部と接続されたコネクテッドカーや、人工知能(AI)を応用した自動運転車の研究・開発も急いでいる。
かつてはSF作品中の存在であった「空飛ぶ車」の開発も進んでいる。日本では、トヨタ自動車グループの支援を受ける有志団体「CARTIVATOR（カーティベーター）が、2018年の試作機完成を目指していた。

## 分類・種類
自動車の分類法はいくつもあるが、おおまかに言うと、構造（ハードウェア）による分類と使用目的（ソフト）による分類がある。
理屈の上では使用目的と構造の組み合わせがマトリックス（縦横の表）のように多数あるわけだが、実際には全ての組み合わせが用いられるではなく、使用目的ごとに適している構造は（全ての構造ではなく）いくつかの目的に適した構造に絞られることになり、また多くの使用者・購入者から評価される典型的な組み合わせや傾向のようなものが生じ、ただしそれはまったく固定しているわけではなく、時代とともにそれが緩やかに変遷を経てきた歴史がある。
特定の国に限らない分類としては、基本的には、たとえば、目的によって「乗用車（数名の人を運ぶための自動車） / 貨物車（貨物を運ぶための自動車）/ 特殊な車（それ以外の目的の自動車）」と分ける方法がある。またたとえば、大きさによって「小型車 / 中型車 / 大型車」などと分ける方法が、基本的にはある。
なお自動車が登場する以前の馬車の時代に、馬車がその姿（形状）によって分類され、すでに分類法やその分類用語が確立していたので、（馬を排したとは言え）自動車の車体に関してもそれに沿った分類法が採用されてきた歴史がある。「セダン」「クーペ」「ワゴン」などという分類法はもともとは馬車の分類法を継承したものである。→#普通自動車の分類

### 法規上の分類
それぞれの国で法規によって排気量や車体の大きさ、輸送能力などによって分類されている。それが税区分や通行区分、運転免許の区分の基準とされる。
日本においては、道路交通法第三条により、大型自動車、中型自動車、準中型自動車、普通自動車、大型特殊自動車、小型特殊自動車、大型自動二輪車、普通自動二輪車の8種類に分類され、道路運送車両法第三条により、普通自動車、小型自動車、軽自動車、大型特殊自動車および小型特殊自動車に分類されている。
日本では上位概念で「自動車」が明確に定義されており、動力（原動機、電動機など）により駆動される物や牽引される物は名前や形状に関わらず自動車とされる。スーツケースに動力を付けた「電動スーツケース」を日本国内の公道で運用した者が2024年に逮捕されている。一方でオーストラリアでは上位概念で自動車が定義されて無く、ピクニックテーブルにエンジンを取り付けた「エンジン付き移動式ピクニックテーブル」などの運行を取り締まる事ができずに、地元警察は「危険だから」という理由で運行しないことを呼びかけている。

### 統計上の分類
国際的な統計品目番号では第87類の「鉄道用及び軌道用以外の車両並びにその部分品及び附属品」に分類される。
- トラクター(87.01) - 他の車両、機器又は貨物をけん引したり押すための車輪式又は無限軌道式の車両[26]。
- 10人以上の人員（運転手を含む）の輸送用の自動車 (87.02) - 原動機付きバス、客車、トロリーバス及びジャイロバスを含む[26]。
- 乗用自動車その他の自動車（87.02のものを除く）(87.03) - 乗用自動車（リムジン、タクシー、スポーツカー及びレーシングカー）、特殊運搬車（救急車、囚人護送車及び霊柩車等）、移動住宅車（キャンピングカー等）などを含む[26]。
- 貨物自動車(87.04) - ダンプカー、シャトルカー等を含む[26]。
- 特殊用途自動車(87.05) - 救難車、クレーン車、消防車、コンクリートミキサー車、道路清掃車、散水車、工作車及びレントゲン車等を含む[26]。
- 原動機付きシャシ(87.06) - 自動車用のシャシのフレーム又は結合したシャシボディの骨組に原動機等を装備したもので車体を有しない自動車が含まれる[26]。

### 普通自動車の分類

#### 姿形による分類
もとは馬車の形状による分類用語である。その後、馬車にはなかった分類用語が追加されてきた歴史がある。
なお、自動車メーカーが差別化（付加価値）として商品につける商品名（商標）においてはこの限りではなく、2ボックス形状のセダン、4ドア・5ドアのクーペ、ハッチバック形状のワゴン、ワンボックス形状のワゴンなど、下記の形状と異なるものも多い。
- セダン：ローエンド（英語版）の大衆車では2ドアも多いが、原則4ドアの車。ボンネット+キャビン+トランクルームで構成されるスリーボックスカー。
- クーペ：もとは基本形のセダンをフランス語で「クペ」したもの、つまりセダンが少し「切られて」短くなった形。（4ドアから2ドア分減って）原則2ドアのスリーボックス車。かつてはトランクルームに2名分の補助席を備えるものもあった。現在は長さやドア数だけでは区別できなくなっている。
- ワゴン: （もとは荷馬車en:Wagonを指す用語で）荷室が主となっている自動車。
  - 主に荷物を運ぶために使われる車はバンと呼ばれるが、アメリカ合衆国発祥のミニバンは乗用車に分類される。
  - ステーションワゴン:（ワゴン車の一種ではあるが）後部には乗員の座席とひとつづきの荷室を備えているツーボックスカーで、主に人を乗せる為に使われる車。荷室に収納式の補助席（ジャンプシート）を2名分持つものもある
- ハッチバック:トランクルームを省略し、キャビンと荷室を一体化させた車で、跳ね上げ式のバックドア（背面扉）を持つ車。結果として3ドアもしくは5ドアとなる。

屋根による分類法は次のようなものがある。
- オープンカー : 屋根のない車。カブリオレ、ドロップヘッドクーペ、スパイダー、ロードスター、スピードスターなどの商標がある。
- ハードトップ : 本来は幌屋根に対する「脱着可能な硬い屋根」である部品を指す言葉であった。その後、スリーボックスで主に側面中央の窓柱（Bピラー）を持たない車を指す用語に。
- ソフトトップ : 屋根を持つ車。フェートンという呼称は廃れたが、スポーツカーやクロスカントリーカーではまだ見られる。
- コンバーチブル : 可動式の屋根を持ち、屋根の開・閉、どちらでも走行可能な車。以前はソフトトップ車の名称であったが、クーペカブリオレの登場によってハードトップが主流となっている。
- オープントップ : ピラーや各ドアの窓枠、基本骨格などは通常の車と同じで、屋根のみを開閉式の幌としたもの。キャンバストップなどの商標で知られる。オープントップバスには覆いを持たないものもある。
- グラストップ : オープントップの幌部分を大型のガラス屋根としたもの。一部が開閉するものもある。
- デタッチャブルトップ : 屋根の一部のみを取り外し式としたもので、ハードトップの類型と見ることもできる。商標では、タルガトップ、トランストップ、Tトップ、Tバールーフなど。

#### スペースによる分類
自動車メーカーが消費者を満足させるために、乗用車（普通自動車）に関してさまざまな形状のものを開発してきた結果、1980年代～2000年代以降、従来の分類法や分類用語では分類しきれない車や、あるいは複数のカテゴリに該当するような車が増え、消費者も自動車メーカーも自動車誌等も、従来の分類法やカテゴリ名に困惑を感じることが増え、メーカーや販売会社と消費者のコミュニケーションでも混乱が生じるようになった。そうした困惑や混乱を回避するために、多種多様な普通自動車をざっくりと以下のように分類する方法が考えだされ、それが採用されることが増えた。
- ワンボックスカー（モノスペースカー）:全体が一つの大きな箱（ボックス）状になっている車。内部的には、エンジンルーム、キャビン(=室内スペース）、荷物室があっても、見た目は大きな一つの箱のように見える車。

- ツーボックスカー（ファストバックカー、カムバックカー）: キャビンと荷物室が1つの大きなボックスで、エンジンルームが別のボックスとして飛びだしているように見える車。

- スリーボックスカー（ノッチバックカー）:キャビンが1つ大きなボックスとして真ん中にあり、そこから前後に（キャビンよりは高さが低い）エンジンルームと荷物室のボックスが飛び出している形状の車。

## 構造
自動車はその歴史のなかで様々な構造が現れ、変遷を繰り返してきた。ここでは現在市販されている自動車として一般的なものを示す。したがって、いくつかの自動車には例外があり、特に競技用や、特殊自動車などについては構造が大きく異なる例もある。

### 車体構造
車体の強度部材に用いられる材料は鋼鉄が主流で、近年では超高張力鋼板の使用部位が広範にわたっており、アルミニウム合金や炭素繊維強化プラスチックなどの複合材料を用いたものも市販されるようになってきている。骨格部材以外のパネル部分には合成樹脂を用いる例も増えてきている。
構造は大きく分けてフレーム形式とモノコック形式とに分けられる。フレーム形式は独立した骨格部材の上に、車室を構成する構造物が載せられたもので、古くから自動車の車体構造として用いられ、現在でも貨物自動車を中心に採用されている。モノコック形式は車室を構成する外殻自体が強度部材として作られた構造で、20世紀半ば頃から自動車の車体構造として普及しはじめ、現在の乗用車と小型商用車（LCV）のほとんどで採用されている。
現在は内燃機関か、電気モーターを用いるものが主流である。内燃機関では、ピストンの往復運動をクランクシャフトで回転運動に変換して出力するディーゼルエンジンやガソリンエンジンなどのレシプロエンジンが一般的である。それぞれに4サイクルと2サイクルがあるが、現在では4サイクルが主流となっている。
火花点火内燃機関の燃料にはガソリンが用いられるのが主流となっているが、環境性能や単価を理由に液化石油ガス(LPG)や液化天然ガス(LNG)、エタノール等のアルコール燃料が用いられる場合もある。近年では、内燃機関と電気モーターを組み合わせたハイブリッドカー、電気自動車などが普及してきている。

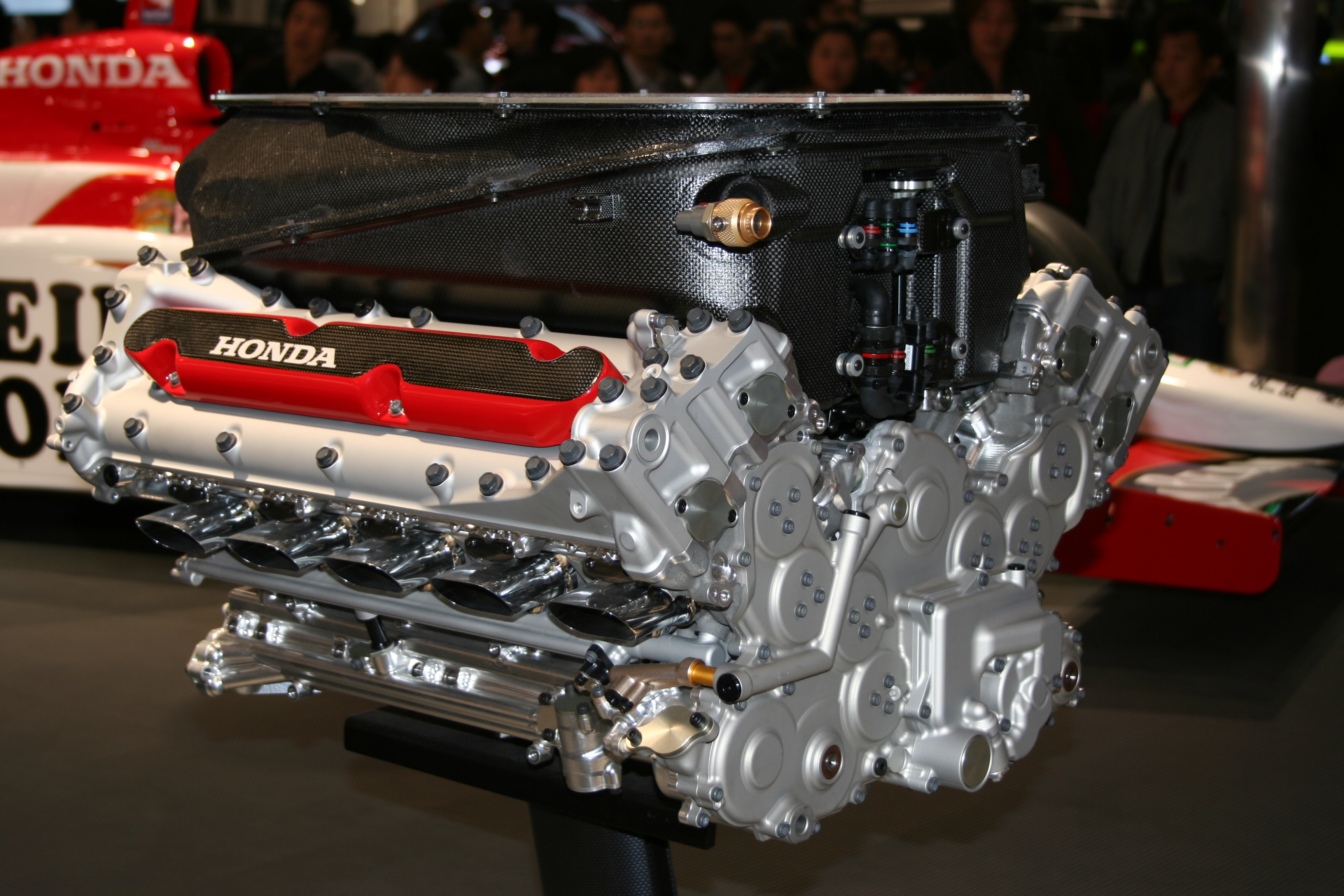
ガソリンエンジン
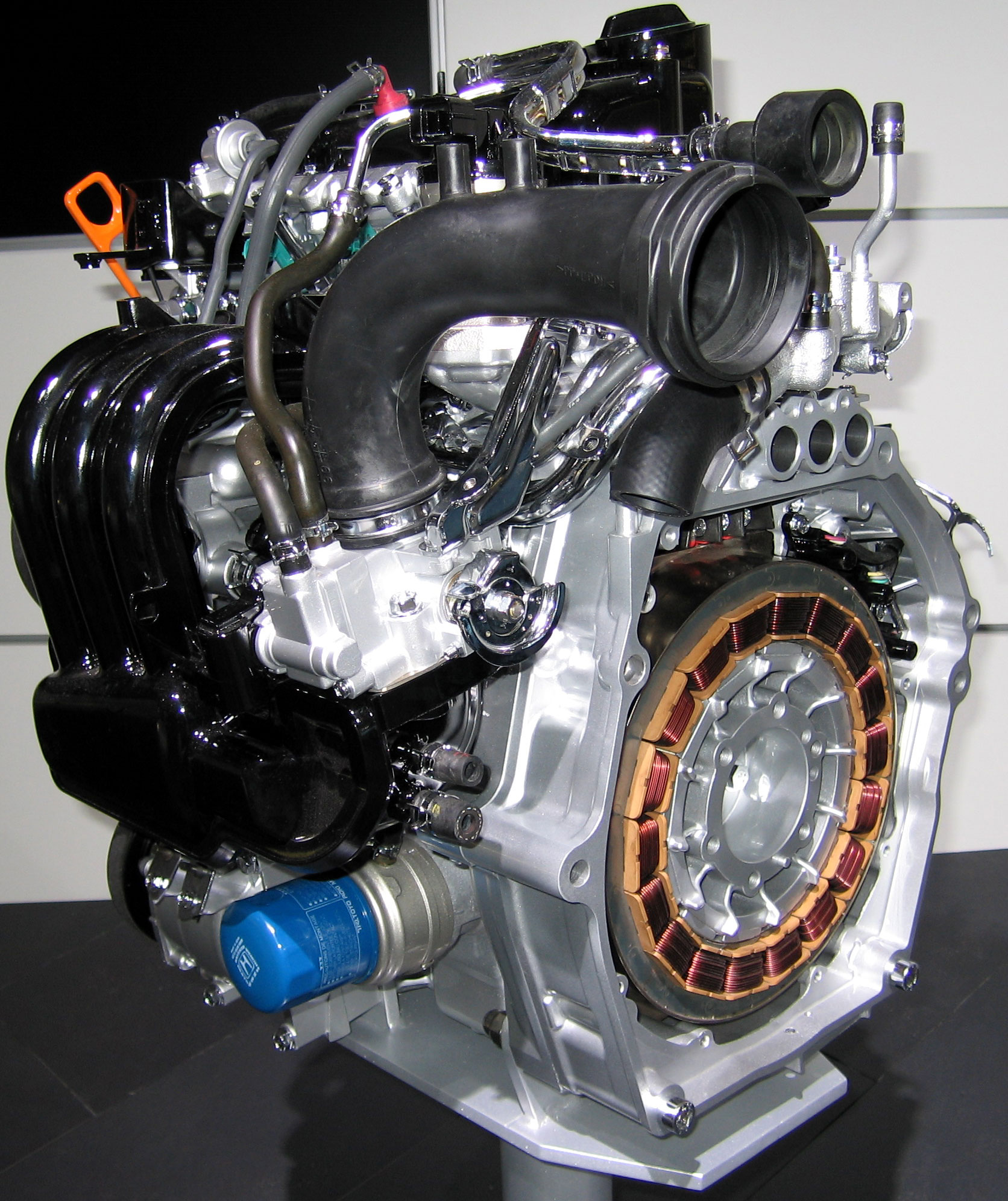
ハイブリッドカー（ホンダ・インサイト）のエンジン
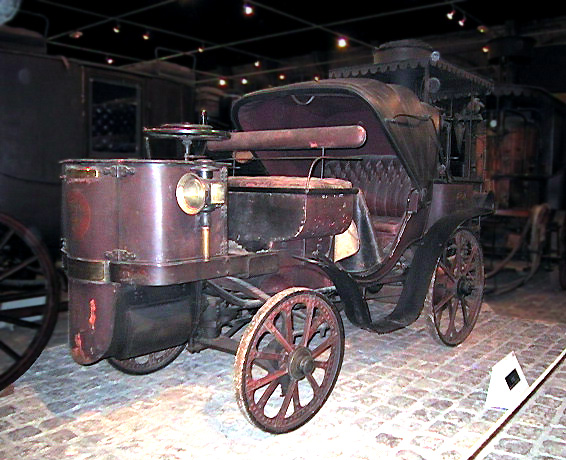
蒸気自動車

### 動力伝達
動力は、ガソリン自動車の場合は、原動機が効率的に出力を発揮する回転速度から、走行に適した回転速度へと変速機によって減速あるいは増速される。変速機は、運転者が複数の減速比から選択して操作するマニュアルトランスミッション(MT)と、自動的に選択または変化するオートマチックトランスミッション(AT)に大別できる。MTは基本的に減速比を切り替える際などにはクラッチを操作する必要があるが、このクラッチ操作を自動化したものはセミオートマチックトランスミッションと呼ばれる。近年は、MTの基本構造を持ちながらクラッチ操作と変速操作が自動制御された、自動制御式マニュアルトランスミッション（AMT）も普及し始めている。
電気自動車の場合は、原動機の効率的な回転速度の範囲が広いため減速比を切り替えない変速機を採用し、原動機を逆回転させることが可能なので後退ギアを持たない場合がほとんどである。
マニュアルトランスミッションの場合、前進の変速比は3段から6段程度が一般的だが、副変速機を用いて変速段数を2倍とする例も貨物車を中心に少なくない。
オートマチックトランスミッションは、トルクコンバータとプラネタリーギアを組み合わせたものが広く普及している。日本の乗用車では、CVTと呼ばれる無段変速機の採用例が増えてきている。いずれの方式においても、運転者の操作によって「Lレンジ」などのように減速比の範囲を限定する機構や、「マニュアルモード」、「ホールドモード」、「スポーツモード」などと呼ばれる任意の減速比に固定できる機構を備えている。
セミオートマチックトランスミッションは日本の法規ではAT車に分類され、日本車の例ではトヨタ・MR-SのSMTがある。

### 操舵装置
操舵は前輪の方向を変えて車体を旋回させる前輪操舵方式が一般的で、その機構全体を指してステアリングと呼ぶ。操作部を「ハンドル」あるいは「ステアリング・ホイール」と呼ぶ。ハンドルの回転はボール・ナットやラック・アンド・ピニオンなどの機構を介して車輪を左右に押す作用に換えられる。近年は油圧や電動モーターを用いて運転者のハンドル操作を助力するパワーステアリングが広く普及している。
旋回時の各瞬間に、それぞれの車輪がその動いている方向を向くようにすると、前輪の左右では舵角が異なる。例えばハンドルを右に切ると右タイヤの方が舵角が大きくなる。これについての機構をアッカーマン機構と呼ぶ。

### 制動・拘束装置
主たる制動操作は、足踏み式のペダルで行うフットブレーキがほとんどである。ペダルに加えられた力は油圧や空気圧を介してブレーキ装置に伝達し、摩擦材を回転部分に押しつけ、運動エネルギーを熱エネルギーに変換して速度を落とす。市販車のほとんどが、エアブレーキ以外の液圧式では、エンジンの吸気管負圧や油圧を利用した、ペダル踏力を軽減する倍力装置を有している。
下り坂などで、フットブレーキに頼り過ぎるとフェード現象で制動力が著しく低下したり、ベーパーロック現象でペダル踏力が全く伝わらなくなってしまうことがある。これらを防ぐためにエンジンブレーキを利用することが運転免許教習でも指導されているが、車両総重量が大きくエンジンブレーキだけでは抑速や減速効果が得られにくい大型の貨物自動車では、排気ブレーキやリターダを搭載する車種も多い。
高速からの制動には、放熱性に優れるディスクブレーキが有効であるが、重量が大きい車両の制動や、勾配での駐車などには、自己倍力作用の働きで「拘束力」の大きいドラムブレーキが有利となる。
駐車時に車体が動き出さないように拘束するパーキングブレーキはワイヤ式または空気式のものが多い。乗用車の場合はブレーキ装置を制動用のものと共用する構造がほとんどであるが、制動用のディスクブレーキの内周に拘束用のドラムブレーキを備えるものもある。従来貨物車ではトランスミッション（変速機）出力部にドラムブレーキを備え、プロペラシャフトを拘束するセンターブレーキが一般的であったが、法改正により常用ブレーキを兼用する「ホイールパーク式」/「マキシブレーキ」と呼ばれる、ホイールを直接拘束する方式に移行した。

### 運転装置
運転者の座席は座部と背もたれを備えた椅子形のものが主流である。運転席の正面には操舵用のハンドルとアクセルペダルとブレーキペダル、あるいはクラッチペダルが備えられているのが標準的な自動車の構造である。ハンドルは円形が一般的だが、オート三輪ではオートバイやスクーターのような棒状のハンドルも存在した。また、腿まわりの空間的余裕が増える楕円形のハンドルを採用している車種もある。駐車ブレーキを操作する装置は、レバーを引き上げる方式のものが主流であるが、古いトラックやワンボックスカーでは杖状のレバーを車体前方の奥から手前に引き寄せる方式のものもある。また、近年では足踏み式のものや電気的に作動する押しボタン式も採用されるようになった。変速機の操作レバーはMTの場合はシフトレバー、ATの場合はセレクトレバーと呼ばれる。いずれの場合も運転席の脇、車体中央側の床に設置されているフロアシフトが大半を占める。古いタクシーやトラック、ワンボックスカーではステアリングコラムにシフトレバーを設置したコラムシフトのMTも多く存在した。一時期のAT車ではミニバンを中心に、ステアリングコラムにセレクトレバーを備える車種は珍しくないものとなっていたが、近年はインストルメントパネルにセレクトレバーを配置したものが多い。

## 自動車の利用
自動車は人や物を輸送できる。これはかつての馬車で行われていた用途の継続でもあったが、馬車よりも速い速度で、大量に運べるようになった。

### 利用に必要な道路の整備
馬車を利用するにも道路の整備が必要だったが、自動車を本格的に利用するには自動車に適した道路の整備が必要だった。

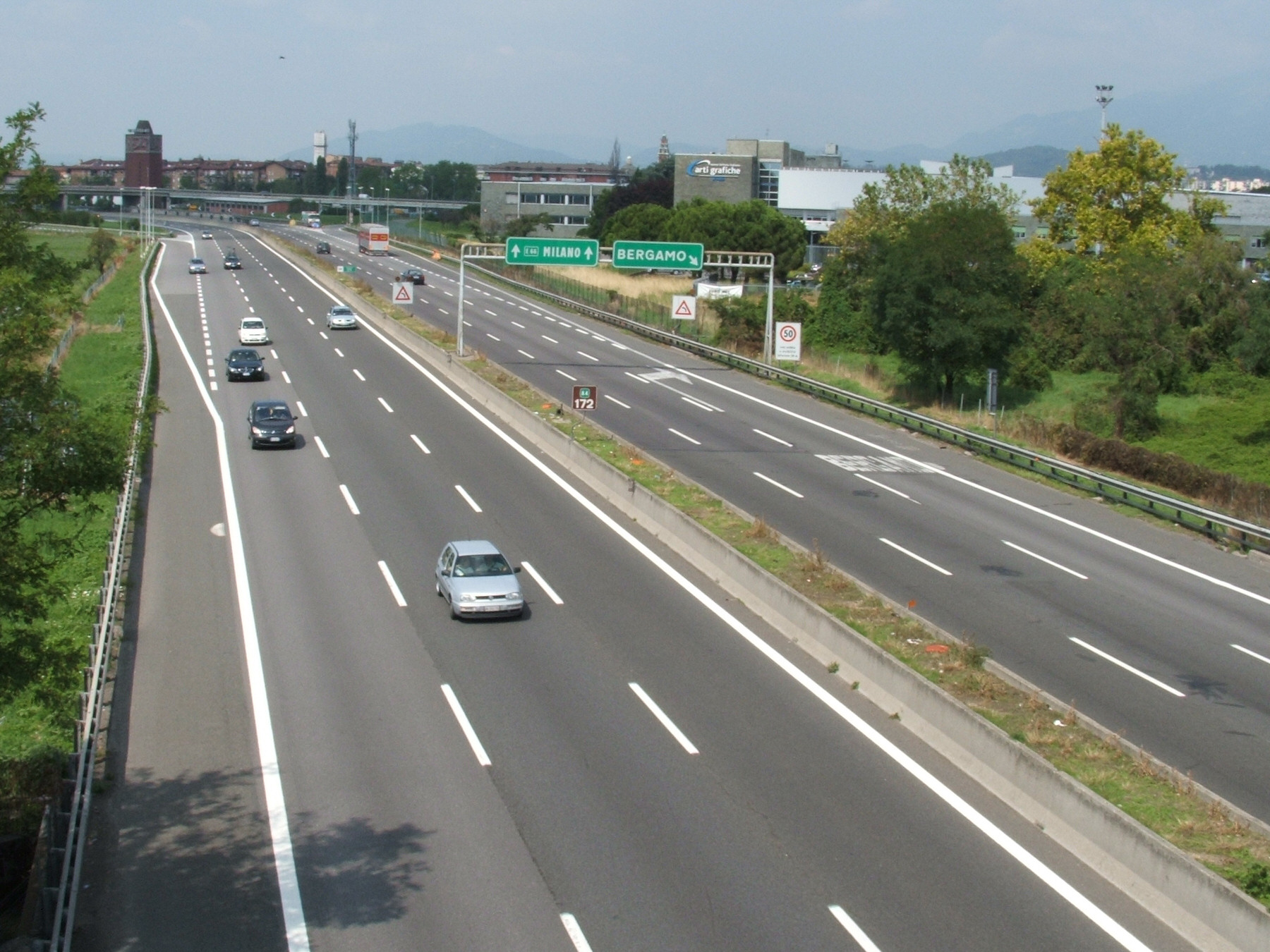
イタリアのアウトストラーダ

自動車は馬車より高速に走れる性能を備えているが、その性能は未舗装の道路では活かすことができなかった。未舗装路で自動車が毎日走ると轍（わだち。筋状のくぼみ）ができてしまうし、雨が降ると轍に水が溜まり路面が泥になり、まともに走行できなくなる、泥になった路面は簡単にえぐれさらに大きな穴状の窪みができてしまうので舗装した道路が必要だった。馬車よりも速く走る自動車を安全に利用するためには、歩行者と自動車を分離した道路、すなわち自動車専用道路の建造も望まれるようになった。アメリカは、1908年に大衆車のパイオニアであるフォードT型を発売、1911年には自動車専用道路の先駆けとなるパークウェイが整備された。ヨーロッパではイタリアが先行し、1924年にミラノからヴァレーセまでの約50kmに、交差点のない幅10メートルのアウトストラーダを完成させている。独裁者のムッソリーニは自身を古代ローマ帝国の皇帝の継承者だと自認し、その自己像のもとで道路建設を推し進めたようである。ドイツでは、以前のプロイセン時代から自動車専用道路の建設が国王により計画された。対してナチス党は最初は「（自動車専用道路は）特権階級の贅沢品だ」と批判的で計画は止まったが、アドルフ・ヒトラーは自動車好きでヒトラーが党内権力を掌握すると党の見解が変化し、アメリカでモータリゼーションや工業化が進むことに危機感を抱いていたヒトラーは、1933年にナチスが政権を握った直後、ベルリン国際自動車展示会で「モータリゼーションへの意志」と題した演説をしてドイツの自動車工業を発展させドイツ全土に道路網を建設すると約束し、アウトバーンの整備や伝説的大衆車フォルクスワーゲンビートルの開発に着手した。

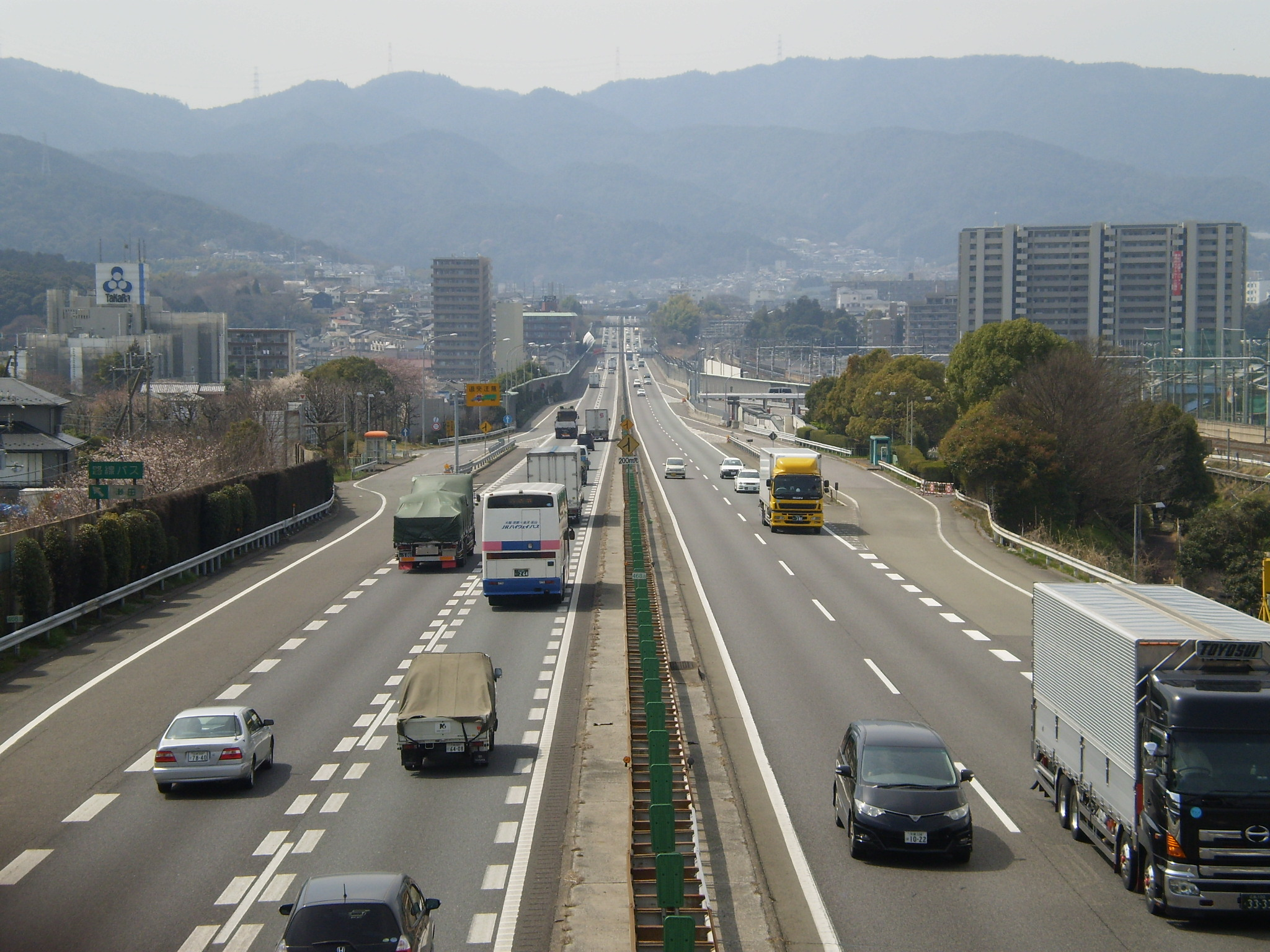
名神高速道路。日本で最初に開通した高速道路

日本は、元々馬車文化が未熟であったために道路整備は難航し、1943年には内務省が自動車専用道を計画したが第二次世界大戦下で戦況悪化により計画は止まり、戦後にまず名神高速道路が建設され1963年に（まず栗東IC - 尼崎IC間が）開通、1964年の東京オリンピックの直前には東京都内でも高速道路（首都高）の建造が進んだ。

### 乗用車としての利用
ヘンリー・フォードは農村育ちの人で、農民のために、誰でも買える安価な自動車をつくる夢を抱いていた人物で、T型フォードの生産で作業工程を標準化して大量生産を可能にし、自社の労働者に高賃金を与え自動車を購入できるようにして、上流階級のものだった自動車を一般大衆に普及させ、アメリカのモータリゼーションを推進した。フォードで働く社員は、1909年の時点ではT型フォードを買うために22カ月間賃金をためる必要があったが、ヘンリー・フォードが生産方式を合理化し価格を下げおまけに労働者の賃金を上昇させたことで、1925年には社員がわずか3カ月働くだけでT型フォードを購入できるようにした。労働者は生産者であると同時に自動車の消費者（購入者）でもあり、自動車の大量生産は購入してくれる人が大人数いなければ成立せず、つまり庶民の購買力の増大させることは経済の発展に必須の条件であるわけで、ヘンリー・フォードはそれを見抜きそれを実現した。T型が圧倒的に販売を伸ばしたことで、他の乗り物に対するガソリン自動車の優位性は盤石となり、T型は農村にも普及し、ヘンリーの夢は実現した。便利なモビリティー、乗用車が安価に確保されたことで、農民も都市生活者と同じような近代的な生活を楽しむことができるようになった。
一方、ドイツではアウトバーンが、滑走路などの軍事利用も考慮されていたが、労働者の福利厚生のための利用も掲げられ、「週末のドライブが労働者の保養として優れた効能を持つ」とされ、ドイツ国民に個人で自動車を保有させるべくヒトラーは国民車構想（フォルクス・ワーゲン構想）を発表し、高性能で安価な自動車を誰もがパーソナルモビリティーとして持てるという夢を見せ、その国民車開発はフェルディナント・ポルシェ博士に委ねられ、1938年にKdFワーゲンのプロトタイプが完成し、労働者も毎月5マルクずつ積み立てると4年後に1台のクルマを手に入れることができることになっていた。ドイツ敗戦とナチス崩壊が起き、その計画は泡と消えドイツの労働者はワーゲンを受け取ることはできなかったが、アウトバーンのほうは戦後、実際にドイツの人々のドライブ用の道路として利用されることになった。

### 商用車としての利用

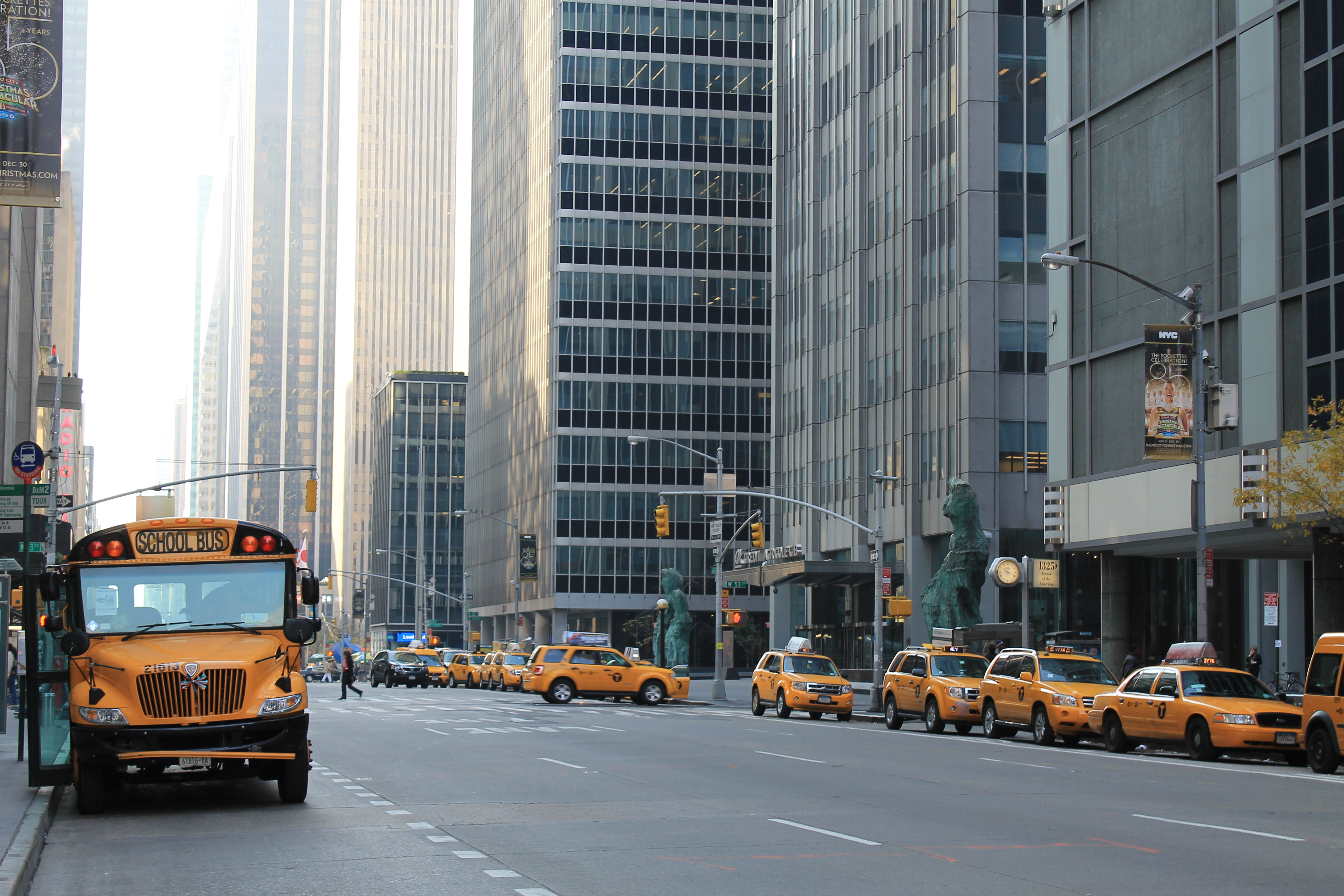
街中のスクールバスとタクシー

業務目的で使われる自動車を商用車という。一般家庭よりもむしろ会社・企業のほうが大量の荷物や人を運んでいる。たとえば楽天やアマゾンで注文した荷物を自宅に運んでくれるトラック類も、修学旅行などで乗るバスも商用車である。
荷物（貨物）に関しては、主に運送会社がトラックを用いて輸送する。その他、企業が自家用のトラックやワゴン車を所有して社内拠点間で荷物を運ぶこともある。営業員（セールスマン）はしばしば自社所有のステーションワゴンに自社製品やそのサンプルを載せて走り回りセールス活動を行う。
人を運ぶ自動車としては、タクシー、ハイヤー、バスなどがある。バスは数十名など多くの旅客を乗せることが可能で、路線バス、観光バス、高速バス、定期観光バスなどとして利用されている。ほかにレンタカーすなわち料金と引き換えに自動車を貸すことや、カーリースすなわち自動車をリースする業種もある。

### 緊急車両・特殊車両としての利用
警察や消防や軍隊も自動車を多用する。

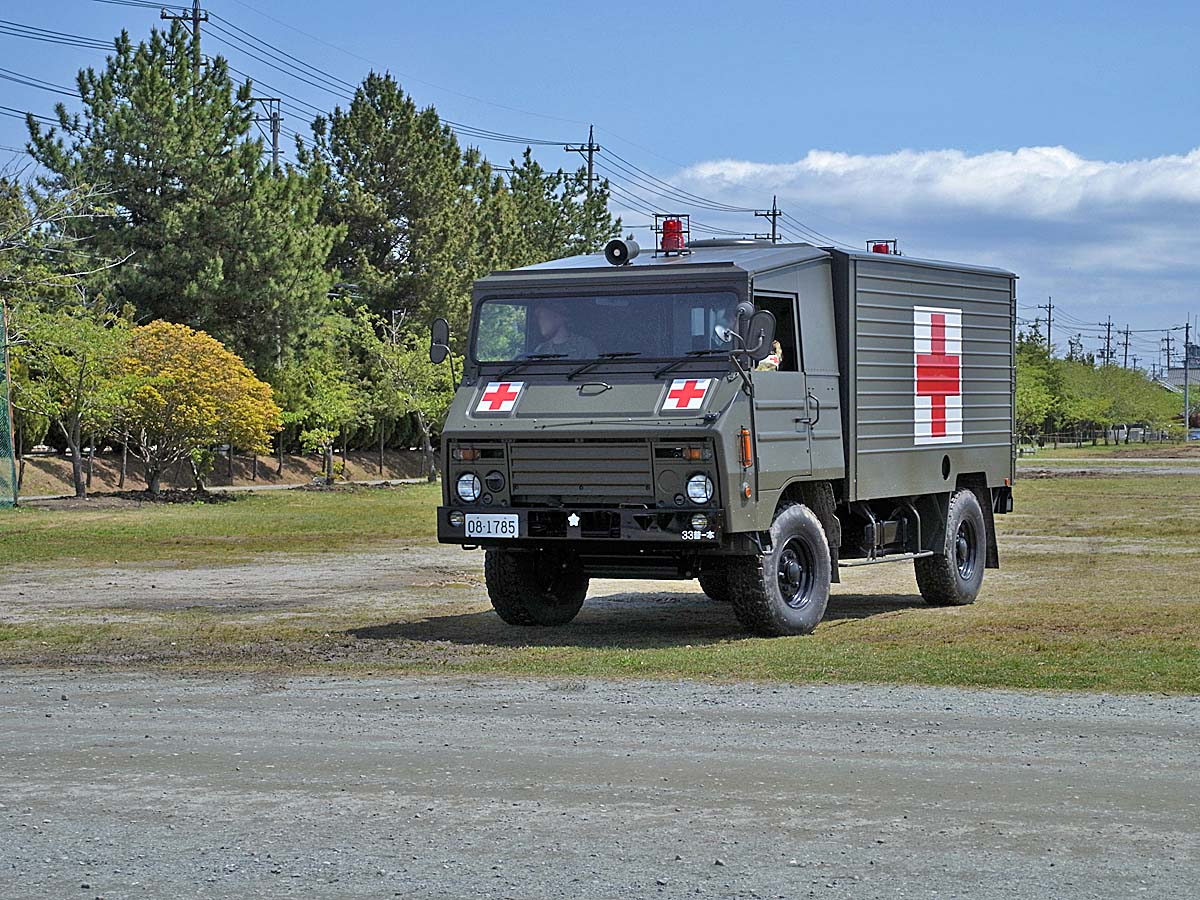
陸上自衛隊の救急車

パトロールカー (パトカー) は、犯罪や交通違反の取り締まりのために使用される。パトロールを行うことで犯罪の抑制に繋がるという重要なメリットも持ち合わせている。消防車は、火災その他災害に際してその鎮圧や防御を行う際に使用される。この用途は古くから馬車や人力車などで担われていた。救急車は、疾病または災害などによって発生した傷病者を治療可能な医療施設まで迅速に搬送するために使用される。一般道を利用しながら早急に目的地へ到着しなければならないため、市民の協力が重要とされる。
また特殊車両としては、国の平和・安全のために使用される装甲車や、建設工事に使用されるクレーン車やブルドーザー、輸送に使用されるタンクローリーやトレーラーなどがあり、いずれも国民が健康で文化的な最低限度の生活を送るためには必要不可欠な自動車である。

## カーデザイン
カーデザインの重要性は自動車の誕生時から常に認識されており、自動車文化（後述）の形成にも大きな役割を果たしてきた。その変遷は製造技術の発達や空気力学の発展、或いは人々の思想などにも強く関わっている。
以下に並べるデザインの変遷は、あくまでも概略かつ主流を示しており、いずれの時代にもこれらに反するデザインや折衷的なスタイリングを持った自動車が見られるということには留意である。

### 1960年代以前のカーデザイン
| 1930年代のスポーツカー |  | 1940 - 1950年代のスポーツカー |  | 1950 - 1960年代のスポーツカー |
| 1930年代のスポーツカー |  | 1940 - 1950年代のスポーツカー |  | 1950 - 1960年代のスポーツカー |

自動車黎明期と言える1900年代までのデザインは、直線と平面のみで構成された、極めて古風でシンプルなスタイリングが特徴であった。そのほとんどは馬車・自転車の延長とも言えるような簡素な造りであったため、”馬なし馬車”とも呼ばれていた。ただし1891年にパナール・ルヴァッソールによってフロントエンジン（システム・パナール）方式が確立されたことで、徐々に自動車らしいデザインへと変化していく。まもなくして、馬車時代から続投したコーチビルダーによる貴族らしい装飾が施された豪華な自動車（=高級車）が誕生し、またモータースポーツの発生によりレーシングカーも生まれたことで、本格的な自動車文化の礎が築かれていった。
1920年代に入ると、「流線型デザイン」の誕生によってカーデザインは大きな進展を迎える。その発端は、エンジン性能の向上によって過激さを増していたモータースポーツの世界において、空力を意識したデザインがレーシングカーに続々と起用されていったことにはじまる（ただし空力の意識の発生は1900年前後の速度記録車から既に見られはじめている）。それは「ポインテッドテール」や「ボートテール」と呼ばれる、窄まったリアの形状に代表される（ブガッティ・タイプ35が著名）。その中でエドムント・ルンプラーやパウル・ヤーライによって空気抵抗を低減するボディ構造が確立されると、1930年代から一般的な乗用車にもそれに似た涙滴（ティアドロップ）型のボディが積極的に起用されはじめた。また泥除けの機能として装着されていたフェンダーに関しても、プレス成型技術の発展もあってより流麗で立体的な渦巻状のデザインに変貌し、タイヤ全体を覆うモダンなスタイリングも出現（フェンダースカート）、それらは曲線的な美しさを印象づける重要な要素として機能しはじめた。特にその前後のフェンダーの終点部分は斜め下に向かって流れるように落ち込むため、ボディ全体を尻下がりのスタイリングに印象づけた。これら一連の特徴による、丸みと曲線で構成された自動車デザインは「流線型デザイン（Streamliner, Streamline Moderne）」と呼ばれ、この時代に大流行したデザイン様式となった（インダストリアルデザインの発展にも寄与することになる）。

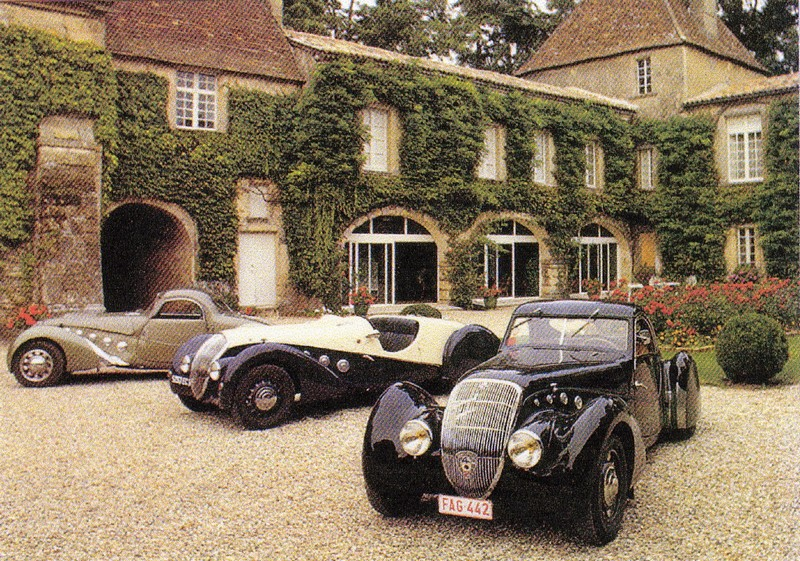
”Art Deco Automobiles”としてカテゴライズされる3台のプジョー・402 ダルマット（1936 - 1939）。ボディはプルートー社による。

このスタイリングの誕生は、流体力学理論に基づいた空気抵抗の低減と、イタリアのフトゥリズモによる「速度の美」の表現、そしてフランスのアール・デコ様式による装飾芸術という、モダニズムを根幹とした”芸術性と合理性の融合”にあった。それは機械化の波の中で新たな芸術性を模索した結果の一つの完成形とも言え、その曲線美から生み出されるスピード感やダイナミズムは自動車が芸術品として捉えられる大きな契機となった。そのため、この時代はコーチビルダーの全盛期となり、数多くのデザイナーが自動車（高級車）のボディで美しさを競い合った。この1930年代における豪奢と前衛、エレガンスが同居したデザインの一部高級車（主にフランス車）は、”Art Deco Automobiles”（アール・デコ・オートモビルズ）、或いは”Flamboyant”（フラムボワイヤン）と呼ばれ、かつては上流階級の社交界における花形的存在として君臨したほか、現在では耽美主義的な側面を持ったダイナミックな芸術作品群として認識されている。その美しさに魅了された者の中には美学者や芸術家も含まれ、日本では濱徳太郎が、欧米では、”アンドレ・ドランが「どんな芸術作品よりも、ブガッティは美しい」と述べると、マン・レイが深く頷いた”、といった逸話も残っている。
前述の「流線型デザイン」は、その名称が取り沙汰されなくなった1940年代に至っても、曲線と丸みを帯びたスタイリングとして、カーデザインの主流を保っていた。ただし1947年のチシタリア・202や1949年のフォード・1949などの登場によって「フラッシュサイド」ボディが大々的にフィーチャーされ、多くの自動車メーカーが採用しはじめた。この変革によって自動車はより近代的なデザインとなり、ボディ全体としてまとまりを見せるスタイリングが1950年代以降の主流となる。前照灯とフェンダーはボディと一体化され、それによってボディサイドは隆起や凹凸がない滑らかな形状となった。この特徴は2020年現在でも主流となっている形態である。
| 1921年 - 1965年のロールス・ロイスにおけるデザインの変遷。左からシルヴァーゴースト・ツアラー (1921年製) 、レイス (1938年製) 、シルヴァークラウドIII (1964年製) 。後継車種である1965年のシルヴァーシャドウからモノコック製のモダンな箱型ボディとなったことから、シルヴァークラウドIIIは伝統的なデザインを有したロールス・ロイス最後の車種と言われている。 |  | 1921年 - 1965年のロールス・ロイスにおけるデザインの変遷。左からシルヴァーゴースト・ツアラー (1921年製) 、レイス (1938年製) 、シルヴァークラウドIII (1964年製) 。後継車種である1965年のシルヴァーシャドウからモノコック製のモダンな箱型ボディとなったことから、シルヴァークラウドIIIは伝統的なデザインを有したロールス・ロイス最後の車種と言われている。 |  | 1921年 - 1965年のロールス・ロイスにおけるデザインの変遷。左からシルヴァーゴースト・ツアラー (1921年製) 、レイス (1938年製) 、シルヴァークラウドIII (1964年製) 。後継車種である1965年のシルヴァーシャドウからモノコック製のモダンな箱型ボディとなったことから、シルヴァークラウドIIIは伝統的なデザインを有したロールス・ロイス最後の車種と言われている。 |
| 1921年 - 1965年のロールス・ロイスにおけるデザインの変遷。左からシルヴァーゴースト・ツアラー (1921年製) 、レイス (1938年製) 、シルヴァークラウドIII (1964年製) 。後継車種である1965年のシルヴァーシャドウからモノコック製のモダンな箱型ボディとなったことから、シルヴァークラウドIIIは伝統的なデザインを有したロールス・ロイス最後の車種と言われている。 |  | |  | |

1960年代以前、特に1920 - 1960年代の自動車の多くは、先述のようにプレスラインの少ないシンプルな造形、かつ曲線を纏ったダイナミックなスタイリングを有しており、これらは芸術性の高いカーデザインとして、展示会やオークションなどでも高い評価を受けている。1960年代までの欧州における高級車やスポーツカーは、その主な顧客である富裕層のマーケットが自動車文化の歴史が長い欧米の保守層に未だ限定的であったことから、そのスタイリングはしばしば「エレガント」、「紳士的」とも形容される。これは戦前のアメリカの高級車やスポーツカーにおいても、欧州ほど純粋・明瞭ではないものの、同じく主流として存在していたデザイン性であった。また世界各国で開催されている「コンクール・デレガンス」は、この貴族趣味的な文化やデザイン性と密接に関連したクラシックカーイベントである。生前にエンツォ・フェラーリが”LA CORSA PIÙ BELLA DEL MONDO（世界で最も美しい自動車レース）”と形容した伝説的な公道自動車レース、「ミッレミリア」（1927 - 1957）の参加車両も、この時代までのスタイリングを纏ったスポーツカー/レーシングカーである。それというのもレーシングカーに関しては、1960年代後半からプロトタイプのボディ構造が生産台数の緩和などによって本格的にサーキット仕様に傾いていったため、自動車レースで優勝争いが行われたレーシングカーに、趣味として愛玩するレベルのデザイン性と実用性が備わっているのが、1960年代までであった（これは資産価値にも多大な影響を与える）。そのため「タルガ・フローリオ」や「トゥル・ド・フランス・オートモビル」など、他の著名な公道レースもこの時代に栄華を極めた（いずれもクラシックカーラリーとして後に復活を遂げている）。
アウディのチーフデザイナーであったシュテファン・ジーラフは、”今日、車のデザインは複雑なシェイプとラインの組み合わせが主流になっています。それで顧客の興味、関心を引こうというわけです。ですが、彼らの興味はすぐに冷めてしまいます。...よいデザインとは、細部で凝っているけれど全体で見るとシンプル、そういう方向です。もしあなたが2本のラインと面で1台の車をデザインできるなら、その車は未来永劫、傑作と呼ばれるものになるでしょう”と述べており、またそういった傑作を時代の変化に合わせながらも見事に創り続けているのが、ポルシェ・911であるとも話している。ポルシェ・911は、デザインコンセプトを1948年の356から継承していることで知られており、その普遍性に魅了された者は数多くいる。
1960年代以降になると、欧州の高級車やスポーツカーは、伝統にこだわらず常に新しいものを求める新たな顧客（富裕層）の台頭によって、そのイメージやコンセプトが変化、デザイン性も大きく揺らいでいくことになる（＝カジュアル化。アメリカでは、1950年代に同様の理由から欧州よりも一足早く本格的なデザインの変化が訪れるが、こちらはその変化によって逆に「アメ車」としてのアイデンティティを確立させることに成功している（後述））。そのため、1990年代以降における、1960年代以前に製造されたクラシックカーへの関心の高まりや世界的な価格高騰は、人々が未だ紳士的な生活をしていた古き時代へのノスタルジアによるものだという意見もある。英国王室では、重要な式典における自動車の起用に際して、現行車種ではなく1960年代以前の古典的なデザインを有したイギリス車が抜擢されることも多い。

### 1960年代以降のカーデザイン
1950年代初頭、アメリカの自動車ブランドの経営陣たちは、戦後の好景気と自動車の大衆化に煽られて、従来のコンサバティブなデザインからの完全な脱却を図ろうとしていた。そこで1950年代中頃から後半にかけて誕生したのが、「フルサイズ」としてカテゴライズされる、異彩を放った高級車群である。これらは、車高が低く、幅広・長大でエッジの効いたボディ、豪勢なテールフィンなど、今までの主流のデザインとは一線を画していた（ただし初期デザインに関しては、フェンダーの峰やボンネットの隆起など、フロントマスクに未だクラシカルな趣が残されていた）。その特徴の多くは国内のより安価な乗用車に対しても適用されていったが、後にそれらからテールフィンが取り除かれ、フロントノーズもフェンダーの峰が無くなり「フラットデッキ」化が図られたことで、隆起・丸みのない完全にモダンな箱型のデザインへと移行していく。アメリカ国内におけるこれらのスタイリングの流行は国外に多大な影響を与え、特に後者の角張った箱型のデザインは1960年代以降の世界的な主流となった。その起因は、製造技術の進化によって角張ったデザインでも十分な強度を確保できるようになったという技術的な理由の他に、好景気によって自動車をステータスシンボルとして扱うようになったことでデザインに対して強さや大きさを求めはじめたという心理的な理由などからであった。これら一連のデザインがいわゆる「アメ車」のイメージを確立させたとも言われ、テールフィン時代のアメリカ車は、ベトナム戦争泥沼化以前のアメリカにおける"娯楽に時間を費やした楽しい時代"の象徴として、またフラットデッキ時代のアメリカ車は、ローライダーなどのカスタムや映画のカーチェイスに使用されるような頑丈・屈強でアウトローな自動車として（マッスルカーなど）、或いは一貫して見られるその重厚感から「アメリカン・ドリーム」を具現化するものとしてイメージされている。
1960年代後半からはマイナーなコーチビルダーの消滅が顕著に見られはじめた。それは、この時期あたりからモノコック構造がスポーツカーや高級車にも普及しはじめ、ボディの架装という概念が無くなりつつあったためである。或いは、同じく1960年代後半から3次元CADが自動車製造業界に参入したことで、自動車設計のデジタル化も徐々に見られるようになっている。
| ウェッジシェイプを纏った1970年代のスーパーカー、ランボルギーニ・カウンタックLP400とフェラーリ・512BBi。 |  | ウェッジシェイプを纏った1970年代のスーパーカー、ランボルギーニ・カウンタックLP400とフェラーリ・512BBi。 |
| ウェッジシェイプを纏った1970年代のスーパーカー、ランボルギーニ・カウンタックLP400とフェラーリ・512BBi。 |  | |

1970年代になると、ジウジアーロやガンディーニによる「ウェッジシェイプ」デザインが注目を浴びる。空気抵抗の低減を目的とした「フラッシュサーフェス」化の確立とも言える近未来的でシャープなスタイリングは、スポーツカー業界を席巻した。その特徴は、ノーズ全体がくさび形（三角形）をした平滑な前傾型ノーズや、ウエストラインが後方にかけて持ち上がっていく、その前傾姿勢の形状にある。ダウンフォースを生み出し高速性能を向上させるほか、重心が後ろ側に加わった戦闘態勢のようなスタイリングにより、スピード感や躍動感が演出される効果があった。また前照灯をボディ内に格納するリトラクタブル・ヘッドライトは、フラッシュサーフェスを成し遂げ、かつノーズの傾斜を強めるのに最適な構造であったため、ウェッジシェイプデザインと見事に融合し、その双方の流行を加速させた。日本ではこのスタイリングが1970年代の少年らに大人気となり、「スーパーカーブーム」を引き起こした。因みに「スーパーカー」という名称もこの時点で誕生したため、この時代以前の高性能車に対して「スーパーカー」と呼ぶことはほとんどない。
1980年代以降は、1970年代の2度のオイルショックによるガソリン価格高騰や排ガス規制によって空力の重要性が量産車にも意識されはじめたことに加え、プレス成型技術も進化したことから、空気抵抗を意識しながらも室内を広く設計できる、「丸」と「角」を組み合わせたデザインへと自動車業界全体が徐々にシフトしていく。そのため、角張った箱型のデザインは姿を消しはじめ、ウェッジシェイプも以前のような明確なエッジを用いなくなり、滑らかなものとなった。また鉄・メッキ製であった前後バンパーは樹脂製となり、ボディ全体の一体感がより増すことになる。1990年代後半には、ATの普及や電子制御化によるイージードライブが自動車のブラックボックス化を加速させたために、デザインに「プロダクト・セマンティクス（製品意味論）」を注視しはじめ、ヘッドライトに有機的な意匠（人間の目や猛禽類の目をモチーフにしたデザイン）を取り入れていく。また自動車部品の標準化やプラットフォームの共通化も1990年代から加速の一途を辿っている。
2000年代には、大衆車や量産車においてもウェッジシェイプ化が加速したほか、従来の「丸」や「角」といった業界全体のトレンドがなくなり、デザインの多様化が進んだ。ただし安全規則が増えたことでフロント部分ないしボディ全体が膨らみ・厚みを持つようになり、以前のように自由なデザイン性を見出すことは難しくなった。加えて、コンピュータによって空力性能の解析が著しく発展したことにより、デザインの幅が却って狭まることに繋がった。その他に、異型ヘッドライトの高度化によって縦に引き伸ばされたような前照灯の巨大化とそのLED化によって照明類のデザインの自由度が増したことで、各メーカーは前照灯や尾灯でその自動車の個性を見出しはじめ、かつてのボディの造形に注力する姿勢は相対的に少なくならざるを得なかった。
2010年代に入ると、今までの単なる直線的なプレスラインを使用しなくとも、ボディに奥行きを持つ立体的かつ複雑なシェイプを持たせることが可能になり、それによってシンプルな造形でありつつもボディ各部に波打つような局部的な陰影が発生するようになった。或いは、1990年代からクラシック、ローテクノロジーを注視する兆しが各分野で見られはじめており、パイクカーの発売を筆頭に、2010年代になると高級車やスポーツカーにおいても、かつての伝統的なクラシックカーのイメージを彷彿させるデザイン性が潮流となっている。2020年代以降は、自動運転の実用化により、インテリアデザインの造形がより注目されるようになる可能性や、完全自動運転によって自動車事故が全く起こり得なければ、カーデザインに対して自由度が格段に上昇するという可能性もあり、自動車の存在意義が左右される新たなデザイン時代に突入しようとしている。
- 1973年のクリーブランドの様子。走行するほぼ全ての自動車が箱型デザインであることがわかる。
- 2006年のデンマークにおける、カー・オブ・ザ・イヤーの選考対象車。大部分がウェッジシェイプを占め、またフロント部分ないしボディ全体が膨らみ・厚みを持つようになっている。
- コンセプトカーのマツダ・RX-VISION（2016年）。ボディ各部に波打つような陰影が見られる。

### インテリアデザイン

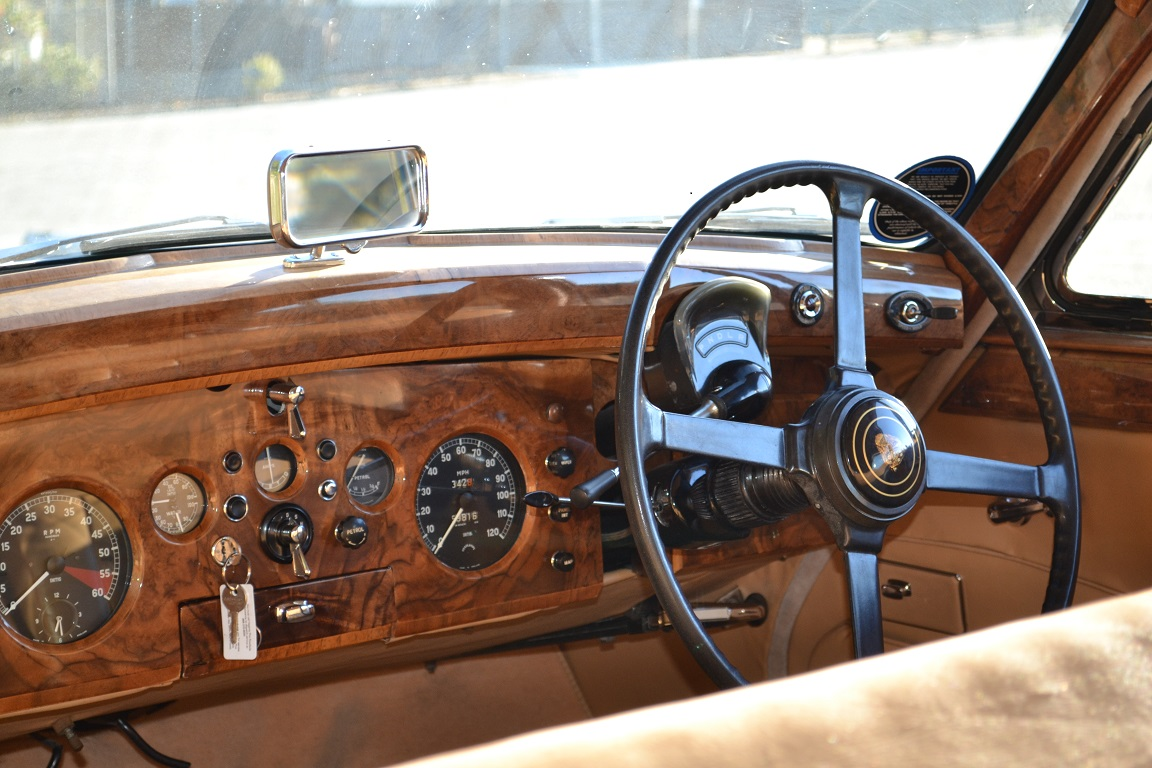
洗練されたジャガー・MK-IX（1960年製）のインテリア

自動車におけるインテリアデザインには、装飾の効果的な使用や素材の質感により生み出される重厚感、機能性・合理性の追求によるミニマリズム、或いはダッシュボード上に埋め込まれた計器類によるメカニカルな魅力、ステアリング・ホイールの曲線美、といった自由な表現力を見出すことができる。近年では安全性や耐久性もデザイン設計における大きな指標となっている。また自動車は運転が主な使用法であるために、エクステリア以上にインテリアは重要な地位を占めており、車外の景色との調和性も考慮される。

## 自動車文化
自動車文化は、それぞれの国が持つ歴史や生活文化と絡み合い、多様な形態を有している。自動車大国であるヨーロッパ、アメリカ、日本では自動車を取り巻く文化は大きく異なり、ヨーロッパと一口に言っても個々の国によってさらに文化が異なる場合もある。
「自動車の魅力」というとスポーツカーやスーパーカー、ハイパーカーといったハイエンドなタイプに焦点が当てられがちであるが、そういった部類のみでは語ることができないほど、自動車文化は多様性に富んでいる。
自動車愛好家については「カーマニア」も参照。

### ヨーロッパ

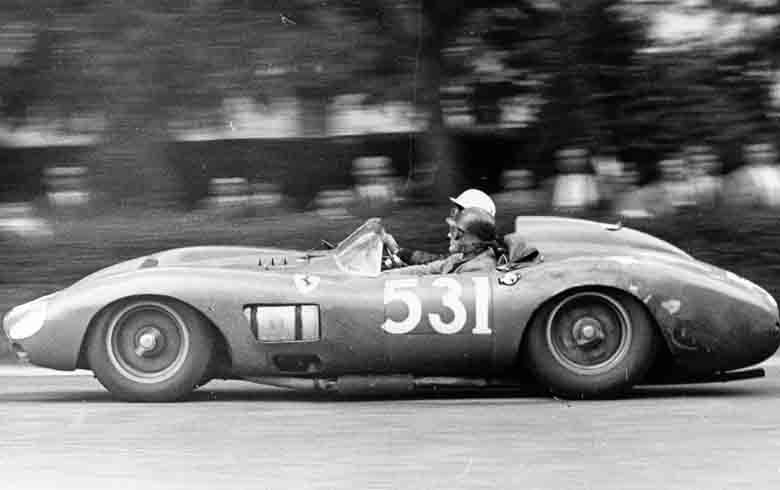
フェラーリ335Sを運転する第11代ポルターゴ侯爵（ミッレミリア1957）。ヨーロッパ貴族と自動車の関係は深い。

ヨーロッパ各国（イギリス、イタリア、フランス、ドイツなど）では、王立自動車クラブの存在に代表されるように、20世紀初頭から貴族や富裕層らによって自動車を趣味・娯楽の対象として扱う側面が発達し（かつての乗馬、馬術の延長線上にあった）、貴族趣味的な気韻を持った、ハイカルチャーとも言うべき自動車文化が浸透した。自動車レース黎明期の時代においては、各国のサーキットがジェントルマンたちの国際的な社交場にもなっていた。
そうした由緒ある出自から、ヨーロッパでは自動車趣味は人生を豊かにする正当な文化だという考え方が根付いており、一部の層だけに熱狂的に愛好されるようなサブカルチャーとしては扱われておらず、自動車イベントには老若男女さまざまな人が訪れる。ヨーロッパ各国ではクラシックカーに対して自動車税の減税を中心とした保護措置が設定されており、ほかにもスウェーデンやオランダ、スイスなど多くの国で旧車に対する税制優遇措置が行われている。多くの国ではクラシックカー、とくに自国のクラシックカーは「ヘリテージ」（遺産）として保護する指針となっている。
なお、階級主義が根付いているイギリスにおいては、旧来のハイカルチャー的な様相が顕著に残っており、実際に貴族階級が主催する自動車イベントも少なくなく、そうしたケースの場合ノブレス・オブリージュの精神から一般大衆にイベントを開放して楽しんでもらうという意味合いが含まれている。イタリアなど他のヨーロッパ各国においてもこうした構図は見られるものの、イギリスほど顕著ではない。
以上のような趣味的な面におけるヨーロッパの自動車文化では、自動車を大切に扱い、また時には存分に走らせて楽しむといったような考え方であるが、その一方で、”欧州では縦列駐車する時はぶつけて止める”といった世説が出るほど、自動車を「移動手段の道具」として割り切って捉える思想もヨーロッパには根強くある（ただしそれはフランスやイタリアなどの一部の都心部において顕著な思想であり、地方ではそのような文化は見られないともされる）。実際に走行している自動車の多くは、日本に比べて車体が汚損している傾向にあり、この思想はサイクルカー（ヴォワチュレット）やバブルカー、マイクロカーのその極端とも言える合理主義的な簡素な造りにも表れている。こうした文化は、前述した趣味的な自動車文化を支える愛好家たちにとっては非常に難儀なものであり、フランスにおいては都市部での治安の悪さも含め、駐車場所には特に気を使わけなければならないという話もある。

### アメリカ
アメリカでは、フォードによって自動車をいち早く大衆化させたことから、よりカジュアルで商業主義的な文化が目立つ。特にその傾向は戦後になってから顕著に表れはじめ、1940 - 1950年代における、ドラッグレースやストックカーといった単純明快なルールを持つ自動車レースの誕生は好例である。
また、アメリカの文化多元主義はカスタム文化に顕著に表れており、白人由来のホットロッド、メキシコ系由来のローライダー、アジア系由来のスポーツコンパクトなど、人種ごとに別々の文化が発展した。

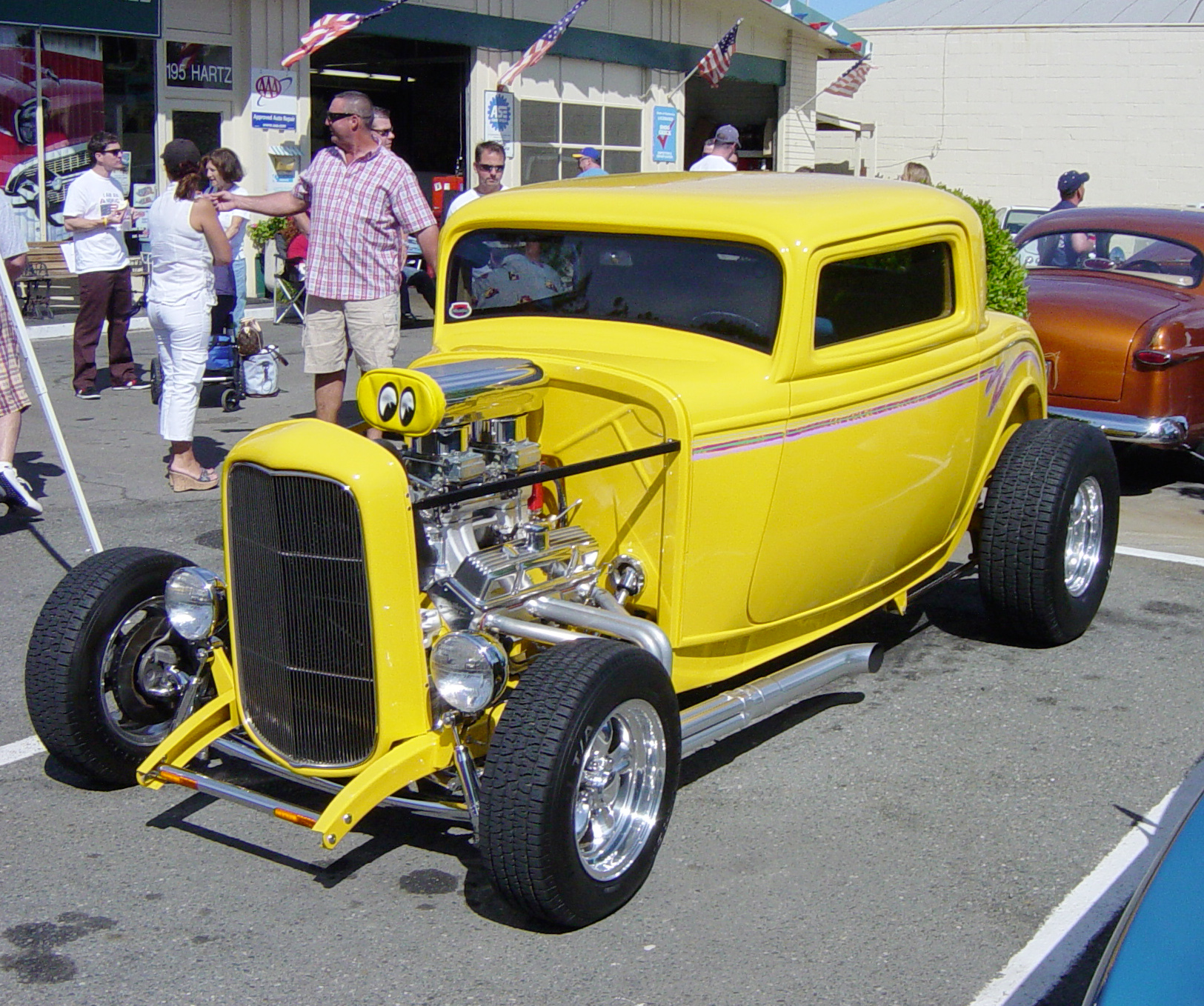
白人のホットロッド
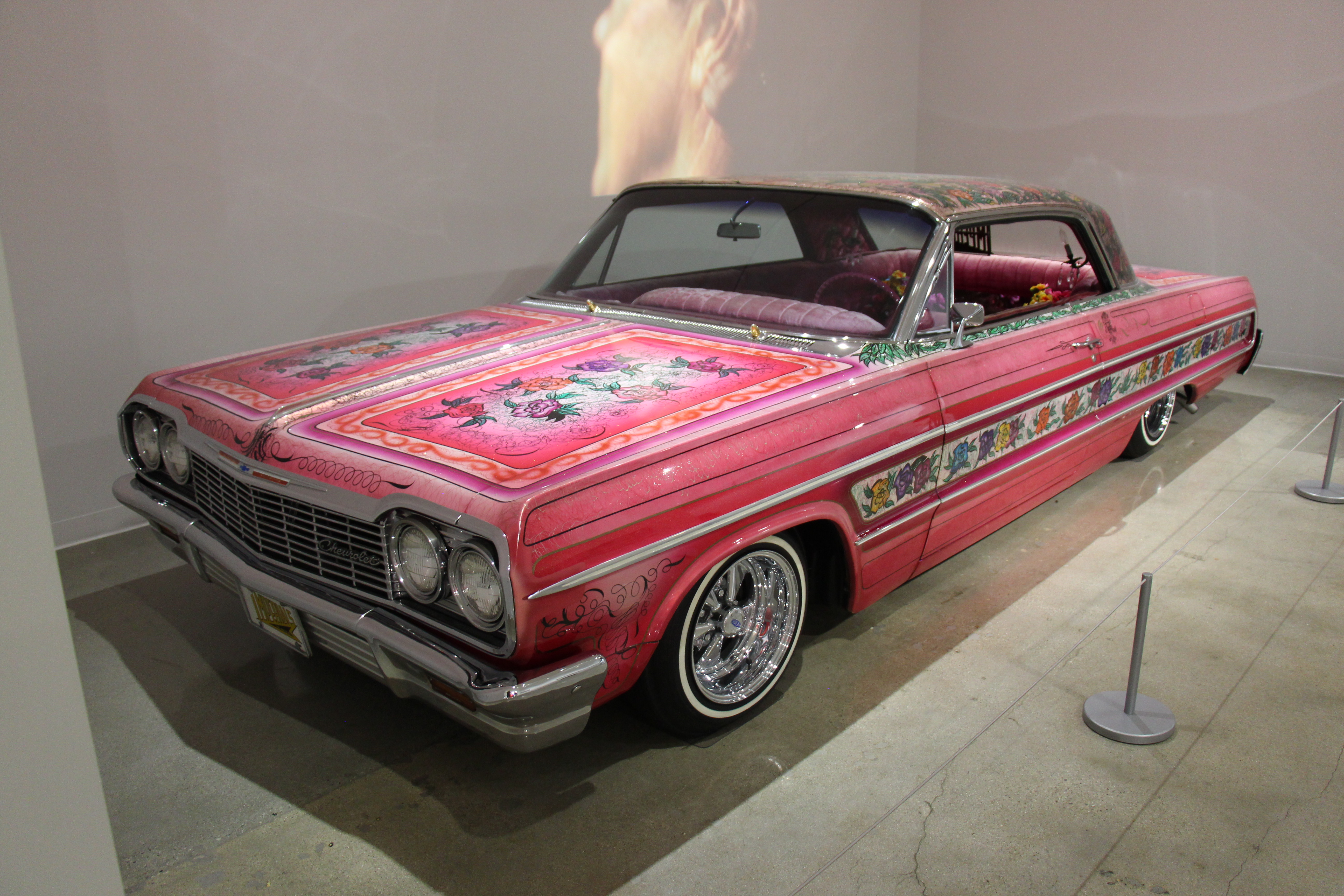
メキシコ系のローライダー

そのほか、自動車の美しさを競うコンテストや展示会も世界的な規模で開催される。ただし、いずれも大衆性やエンターテインメント性を意識したものであることは確かであり、権威主義的な面は少ない。また大量生産方式から生まれたインダストリアルデザインは、後の自動車デザインにおける核となり、「自動車の消費」という概念を誕生させることになる。

### 日本
日本の自動車文化は最初、明治 - 大正期にかけて欧化主義の名残があったことや、20世紀半ばまで華族制度が存在したこと、また同じく20世紀半ばまで大衆車が普及せず上流層しか自動車を所有できなかったことから、当初はヨーロッパと同様に貴族趣味的なものとして始まった。これは自動車に限らず、ゴルフ、テニス、乗馬など当時輸入された西洋由来のハイカルチャーは皆同様であった。

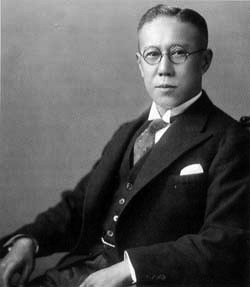
日本人初のレーサー、大倉喜七郎男爵。日本初のオーナーズクラブ『日本自動車倶楽部』（1910年）の創設にも貢献し、日本における自動車文化の基礎を作った。

1898年1月、日本に初めて四輪自動車が渡来したとされる（諸説あり。日本への自動車の渡来を参照）。1902年、川田龍吉男爵が横浜でロコモビル社製の蒸気自動車スタンレー・スチーマーを購入、通勤で乗るなど個人的に使用した。ここで川田は日本初のオーナードライバー（自家用車所有者）になったされる。1907年には、美術品コレクターで冒険家の英国人トーマス・ベイツ・ブロウが1904年製のスイフト7HPで京都から軽井沢を目指す自動車旅行を敢行したことが記録されている。1908年8月1日には、皇族の有栖川宮威仁親王が「ダラック号」（Darracq ）を先頭にガソリン自動車を連ねて遠乗り会を敢行、その目的地は谷保天満宮であり、これが日本初のドライブツアー（カーミーティング）とされる。1907年7月6日、大倉財閥一族の大倉喜七郎男爵は、英国ブルックランズ・グランプリでフィアットを駆り2位に入賞、ここで大倉は日本人初のレーサーとなった。その3年後の1910年には、大倉を中心に日本初のオーナーズクラブ『日本自動車倶楽部』が結成される。事務局は帝国ホテルに置かれ、会長に大隈重信、メンバーには大倉喜七郎、伊東巳代治、寺内正毅、後藤新平、渋沢栄一、尾崎行雄といった政財界の名士が名を連ね、欧米各国の大使、公使も参加、このクラブは一大サロンとなった。当時の自動車所有者はほとんど入会したためにその影響力は大きく、自動車税の決定など行政的な業務も行なった。
その後も華族やエスタブリッシュメントのハイカラたちを中心に、日本の自動車文化は形成されていった。戦前の著名な自動車愛好家に、三井高公、細川護立、鍋島直泰、小早川元治、福澤駒吉、白洲次郎、藤山一郎などが知られている。戦後に入ってもなお、伝統的な西洋式の自動車趣味は多くの人物によって継承され、失われることはなかった。小林彰太郎、式場壮吉、福澤幸雄、徳大寺有恒、夏木陽介などは、そういった際に名が挙げられる著名人である。中でも自動車評論家の小林彰太郎は、自身がライオン創業者の一族出身でありながらも自動車評論家を生業とし、1962年に雑誌『CARグラフィック』（現・カーグラフィック）を創刊。当時では大衆の高嶺の花であった輸入車の魅力を積極的に発信し、また自身も英国流の自動車趣味を実践したことで、日本における自動車文化の普及に貢献した。
第二次世界大戦後に日本を占領した連合軍は自動車の開発を制限し、特に乗用車は事実上の禁止となった。この制限は1949年（昭和24）に解除され、1952年ごろからは先進国のメーカーと技術提携して外国車をノックダウン生産、しだいに国産化して技術の吸収に努めるメーカーが増えていった。
1960年代以降一般大衆に自動車が普及するようになると、サブカルチャーとしての側面も現れはじめる。中でもチューニングカーやVIPカー、痛車などのカスタム文化は現在では世界中に影響を与えるまでに発展している。また、この文化は非常にユニークなものである一方で、速度超過、違法改造、走り屋、暴走族といった各種違法行為、或いは騒音、運転マナーの悪さといった迷惑行為との関連が少なからずあり（これもまた一種の文化と化している）、そういった面から自動車に対して不良なイメージを連想させることがある。これらの文化の形成過程については、「チューニングカー#日本における歴史」などを参照のこと。
日本は、草創期から自動車生産を開始し、また同じく草創期から外国車を比較的多く輸入していたこと、或いは戦後の国産車の普及などもあって自動車と接する機会は多く、ヨーロッパやアメリカに次いで自動車文化が定着しやすい環境にあった 。そのため他のアジア各国やアフリカ諸国と比べて文化が十分成熟の域に達していると言える。軽自動車やチューニングカー、（見世物としての）ドリフト走行などは日本発祥であり、1970年代にはスーパーカーブームも到来している。上記でも触れたようにカーマニアを対象とした自動車雑誌やテレビ番組も多数ある（「Category:日本の自動車雑誌」、「Category:自動車番組」を参照）。ただし近年の日本では、カーマニアと一般大衆の間における自動車に対する興味の差が非常に大きくなっていることも指摘されている。
CCC会長の増田宗昭は、「プレミアエイジ（60歳以上の富裕層）」の人々に自動車を楽しんでもらいたいとして、同社が展開する商業施設において自動車関連の展示会やイベントを頻繁に開催しており、また一方では、カー用品店「オートバックス」に対して、生活提案型商業施設のコンセプトを取り入れた店舗づくりも行っている。このように、近年の日本における自動車関連産業では、店舗内にカフェを設置したり、より集客の見込める場所に店舗を設置することで、自動車に興味のある人以外も取り込んでいこうとする姿勢が見られている。
トヨタ自動車会長豊田章男は、「愛車」にこだわる理由として、”数ある工業製品の中で『愛』がつくのは自動車だけだから”であるという。例えば冷蔵庫を「愛機」とは呼ばず、家は「愛家（ラブホーム）」ではなく「マイホーム（私の家）」と呼び『愛』はつかない、と述べている。

### モータースポーツ
自動車を操縦し、より高速なスコアタイムを目指すことはスポーツの一種として認識されており、モータースポーツと呼ばれる。とにかく速く走るためのスポーツ専用車であるフォーミュラカーで走ることが全てではなく、市販車や自作車でのレース、また長時間の運転となる耐久レース、一般公道で行われるラリーや、自然のままの過酷な道を走破するラリーレイドなど、多彩なものが世界各国で開催されている。フォーミュラ1（F1）やインディ500、ル・マン24時間レース、ダカール・ラリーといったものは特に著名な国際大会である。またその中でも、1929年からモナコ公国で行われているF1レース「モナコグランプリ」は、モナコ公爵家が後援、観覧し、トロフィーも公爵家から直接授与されることから、自動車レースの古き伝統、格式を保守している大会として知られている。
日本における自動車イベントのはじまりは1911年に目黒競馬場で行われた飛行機と自動車の競争とされるが、自動車同士のレースは1914年が始まりで、同じく目黒競馬場で4台のアメリカ車を走らせた。アメリカで人気を集めていた興行をそのまま日本に持ち込んだものであったが、客は集まらず大赤字になる。その後アメリカでモーターレース興行を行っていた藤本軍次が日本で本格的なレース興行を行いたいと企画、大正期には東京近郊の埋立地の特設コースで計11回のレースが行われたとされる。1936年には、日本初の常設サーキットとして多摩川河川敷に『多摩川スピードウェイ』が創設された。第一回大会では、三井高公男爵が輸入したブガッティやベントレーをはじめ、ホンダ創業以前の本田宗一郎が自作車でレースに参戦したほか、日産創業者の鮎川義介がスタンドでレースを観戦するなど、日本自動車レースの幕開けとも言えるレースであった。その後1957年の群馬県北軽井沢での『浅間高原自動車テストコース』開設に続き、1962年には三重県鈴鹿市に本格レーシングコース『鈴鹿サーキット』が登場した。翌年に当サーキットで「第一回日本グランプリ」が開催され、これが日本における本格的な自動車レースのはじまりとなった。1965年には千葉県船橋市に『船橋サーキット』が、翌1966年には静岡県小山町に『富士スピードウェイ』が開設されている。『船橋サーキット』では、浮谷東次郎、生沢徹、黒澤元治といった名ドライバーたちがしのぎを削ったが、たった2年で閉鎖されたことから「伝説のサーキット」とも言われるようになった。また1965年は、F1世界選手権メキシコグランプリで、ホンダがフェラーリやロータスを抑え初優勝を飾った年でもある。
- フォーミュラ1（F1）
- 世界ラリー選手権（WRC）
- 世界3大レースの１つであるインディアナポリス500

### 自動車趣味
趣味としては、自動車を走行させるだけに限らず、プラモデルやミニチュアカーなどといった精巧な自動車のミニチュアの製作や収集、また部品の収集や写真の撮影など多岐に渡る。走行する自動車に関する趣味としては、様々な自動車に乗車することを趣味にしたり、自動車の改造やメンテナンスを趣味にすることもある。改造車の形態としては、アート化に重点を置いたローライダーやデコトラ、スピード化に重点を置いたチューニングカーやスポーツコンパクトといったものまで多様に存在する（詳細は「Category:改造車の形態」を参照）。
また、クラシックカーや旧車・ヴィンテージカーなどと呼ばれる、過去に製造された車両を復元・保存する愛好家もいる。クラシックカーに関しては文化的・歴史的・資産的価値が認められることもあり、それらを使用した展示会や走行会は、愛好家と地方行政とが密に連携することで地域活性化の一環とされることもある（もとより公道を走行するイベントでは、行政との連携が必須である）。また、特に価値を認められたクラシックカーは、各種オークションなどで極めて高い値で取引されることもある（日本円にして数千万円から数十億円の値が付くこともある。詳しくは「オークションで落札された高額な車の一覧」を参照）。ヨーロッパはクラシックカーに対する造詣が深いとも言われているが、年々排ガス規制が厳しくなっており、パリでは2016年から「1997年以前に製造された自動車（いわゆるクラシックカー）」の平日の市内走行を全面禁止とするなど、自動車を取り巻く状況は刻々と変化している。
自動車を格納するガレージは、自動車のメンテナンス場所としても使われる。趣味の拠点として独り籠って利用されることもあるため「隠れ家」とも形容され、しばしば男性の憧れの対象となる。バラエティ番組『所さんの世田谷ベース』は、これらの魅力を前面に出した番組である。また最近では、リビングなどの居住空間からガラスを通して自動車を眺めることができるビルドインガレージもある。
バス（「バスファン」を参照）やトラック、タクシーを趣味にするものもいる。書店販売上の分類などでは別の範疇に含まれることも多いが、これも広義での自動車趣味である。
リゾート地は、美しい風景や快適な気候といった良好なドライブ環境に加え、自動車に重要なインフラも単なる地方や田舎に比べて十分に整備されているといった理由から、自動車関連のイベントが数多く開催されている。ドライブを主目的とした観光道路や有料道路などもしばしば点在している。また歴史的なリゾート地の多くは、かつて貴族や上流階級の人々が休暇を楽しんだ場所でもあることから、伝統的な自動車文化とも深い繋がりがあり、そのオマージュとしてクラシックカーのイベントが行われることも多い（同じく貴族文化へのオマージュとして、欧米では宮殿や城、ゴルフ場などを舞台にイベントが行われることも多い）。1931年には、高級別荘地として開発した鎌倉山への主要交通機関として、日本初の有料道路・自動車専用道路が設置されている。その後は1932年の関西初となる「宝塚-尼崎自動車専用道路」（バス専用道路）、1933年の軽井沢における「鬼押ハイウェー」などが、最初期の有料道路・自動車専用道路である。自動車展示施設としては、日本では有名なものに「フェラーリ美術館」（神奈川県御殿場市。2007年閉館）、「河口湖自動車博物館」（山梨県富士河口湖町。毎年8月のみ開館）などがある（全国各地にある自動車博物館については「Category:日本の自動車博物館」を参照）。
このように、自動車は単に人や物資を輸送するだけの存在に留まらない。ただし若者の「自動車離れ」は、近年になって、日本はもとよりヨーロッパなどにおいても顕著に表れはじめている（詳しくは「若者の車離れ」を参照）。
- 愛好家により廃車の状態から修理・復元されたクラシックカー
- 日本発祥の文化である自動車のチューニング（東京オートサロン2019）
- 往年の自動車レースの雰囲気を再現する第11代リッチモンド公爵主催のユニークなイベント、グッドウッド・リバイバル（2015年、イギリス）

### 自動車とファッション
自動車はファッションと密接な関係がある。
自動車は、本質的には馬車から派生した移動手段の道具であるが、その長い歴史の中で他の様々な文化、事物からモチーフを得ながら独自に発展していった。それは貴族文化やダンディズム、サブカルチャー、或いは航空機、船舶など実に様々である。これらは現代においても、乗車する際に身につけるアクセサリーなどにその名残として残されている場合がある。また逆に自動車が服飾品に影響を与えることもあり、腕時計は特に著名な例である。加えて、自動車のエクステリアが女性のファッションに例えられることもあり、イベントコンパニオンはその代表例として挙げられる。
ファッション雑誌などでは自動車を広告塔として利用する例がある。ファッションデザイナーで知られるラルフ・ローレンは、2017年に、自宅ガレージにて自身のカーコレクションを用いたファッションショーを開催している。また自動車ブランドと服飾ブランドが共同で作品を製作することがあり、モーターショーなどで披露されている。運転の際に使用されるドライビンググローブやドライビングシューズなどについても、ヨーロッパ各国の服飾ブランドで数多く販売されている。またポルシェが「ポルシェデザイン」と称する服飾ブランドを個別に展開、或いはフェラーリやベントレーが香水をプロデュースするなど、自動車ブランドが服飾部門を別途に立ち上げることもある。イタリアのピニンファリーナや日本のKEN OKUYAMA DESIGNといったカロッツェリアは、自動車のデザインから建築や家具、眼鏡、化粧品に至るまで、様々な分野のプロダクトデザインを手掛けている。
多くの腕時計ブランドが、自動車メーカーやモーターレース、レーシングチームとのパートナーシップを結んでいる。他にもプレステージ性の高いカーイベントへの参加や、歴史的なモーターレース、クラシックカーレースのイベントやフェスティバルのスポンサーを行うブランドもある。そして、それらのブランドのほとんどが特定のドライバーや車、イベントとのコラボレーションウォッチを発表している。例えばスイス高級時計で知られるショパールは、1988年からミッレミリアの公式スポンサーとなり、毎年リミテッドモデルをリリースしている。同社社長のカール・フリードリヒ・ショイフレは、”上質な車の愛好家は得てして上質なタイムピースを好みます。その逆もまた然り。どちらにおいても、最高の精度とスポーティなエレガンスが最も大切な要素であるからです”と述べる。同じくスイス高級時計のタグ・ホイヤーは、、ダッシュボード用の最初のクロノグラフで1911年に特許を取得して以降レーシングスピリッツを重視していたが、1971年にスクーデリア・フェラーリとパートナーシップを結び、そして同年のレース映画『栄光のル・マン』の制作中にスティーブ・マックイーンが同社モデル「モナコ」を着用したことで、自動車業界の一躍人気時計ブランドとなる。ドイツ高級時計のA.ランゲ&ゾーネは、高級機械式時計とクラシックカーには多くの共通点があるとして、世界各国のコンクール・デレガンスを後援している。他にも、数多くの高級腕時計メーカーが自動車との関わりを持っている。
- ジャケットとドライビンググローブ
- パイロットゴーグル・パイロットキャップにレザージャケットを着用したドライバー/コ・ドライバー
- ショパール「ミッレミリア2018」

### 自動車の位置づけの変化
リクルート社のリクルート社自動車総研が行った（日本の中古自動車購買層に対する）アンケート調査の結果だとして示したグラフによると、2018年時点のデータとしては「自動車はステータスシンボルだ」と思っている人々は40%程度。「どちらともいえない」と思っている人も40%程度。「自動車はステータスシンボルだとは、あまり思わない」「そうは思わない」が20%程度である（ただし信憑性については疑義がある）。
マーケティング・コンサルタントの堀好伸は、現代の日本の若者たちは（昭和時代の若者とは異なって）自動車も買わないし、酒も飲まない、と指摘している。堀好伸の分析によると、現代日本の若者は「モノを買う」「モノを所有する」などということではなく、「価値観を共有できる仲間同士で共感しあう」ことを好むようになったといい、「自らの価値観でモノやコトを仲間と共有して、一緒に楽しいことを創り上げる時代」になっている、という。

### 自動車と映像作品

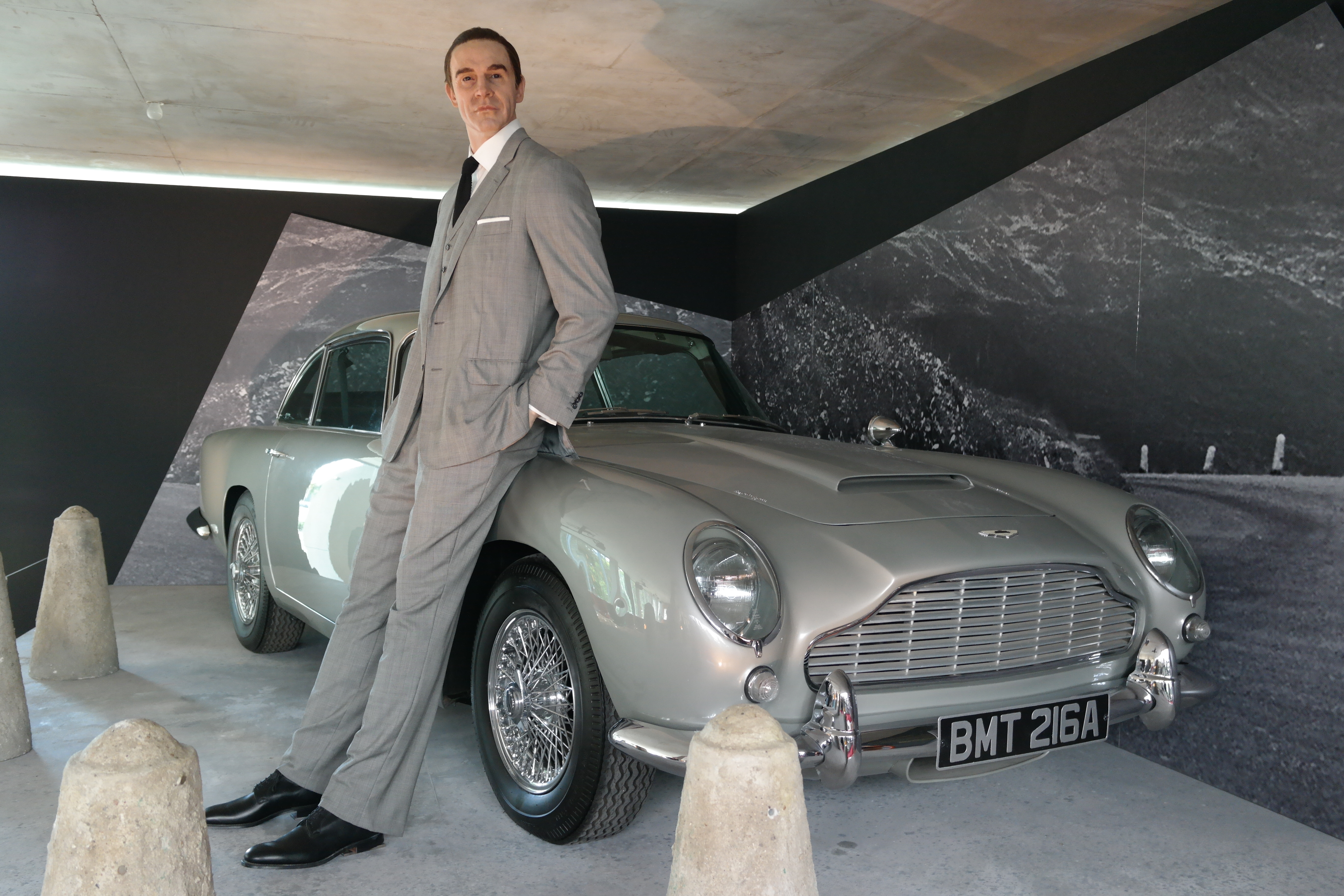
ショーン・コネリー（蝋人形) とアストンマーティン・DB5

レース映画やカーアクション映画などの自動車を主題とした映画は、長年に亘り世界中で人気である（「Category:自動車を題材とした映画作品」を参照）。
一方で、自動車を直接的な主題としていない映画においても、自動車の魅力を効果的に利用した類のものがある。著名な例としては、『007 シリーズ』（1962年 - ）のボンドカーがある。ドラマでもそのような例は多くあり、『刑事コロンボ』（1968年 - 2003年）のプジョー・403や『相棒シリーズ』（2000年 - ）の日産自動車などがある。またミュージック・ビデオやCMなどにおいても、自動車の魅力を効果的に利用した作品は少なくない。

### 自動車とサウンド・音楽
ガソリンエンジンの内燃機関より自然に発生するエンジンサウンドは、物理・工学的な技術によって芸術的な音が生まれるというその特異なメカニズムから、幾多の自動車ファンを魅了してきた。そのため自動車ブランドの多くは、エンジン音にも積極的なチューニングを施している。中でもフェラーリに代表されるV12エンジンや、F1カーなどから発せられる高音のエンジンサウンドは、旧来から魅力的とされてきた。
昨今のトレンドである電気自動車では、エンジン音が存在しないため、電子的な合成音を使って魅力的なエンジンサウンドを作りだそうとするブランドが増えている。その中でも2019年6月に発表されたBMWのEVコンセプトカー、”Vision M Next”では、エンジンサウンドの制作に作曲家ハンス・ジマーが起用されており、このようにエンジン音に対する概念は変化しつつある。
自動車の車内は、一定の空間を保有しながらそれでいて閉鎖的であるため、音楽を楽しむには好適な環境であり、ドライブの魅力にも大きな役割を果たしている。そのため、カーオーディオは自動車関連用品の中でも重要な位置を占めている。
自動車を題材とした音楽作品については、「Category:自動車を題材とした楽曲」を参照。音楽の存在を重視した自動車映画としては、『チキ・チキ・バン・バン』（1968年）や『ワイルド・スピードシリーズ』（2001年 - ）、『ベイビー・ドライバー』（2017年）などがある。

## 負の影響
自動車は使用者に多くの便益を与えるが、地球環境の破壊の恐れや、人間の健康を害したり、生命を奪ってしまうことすらある。

### 交通事故

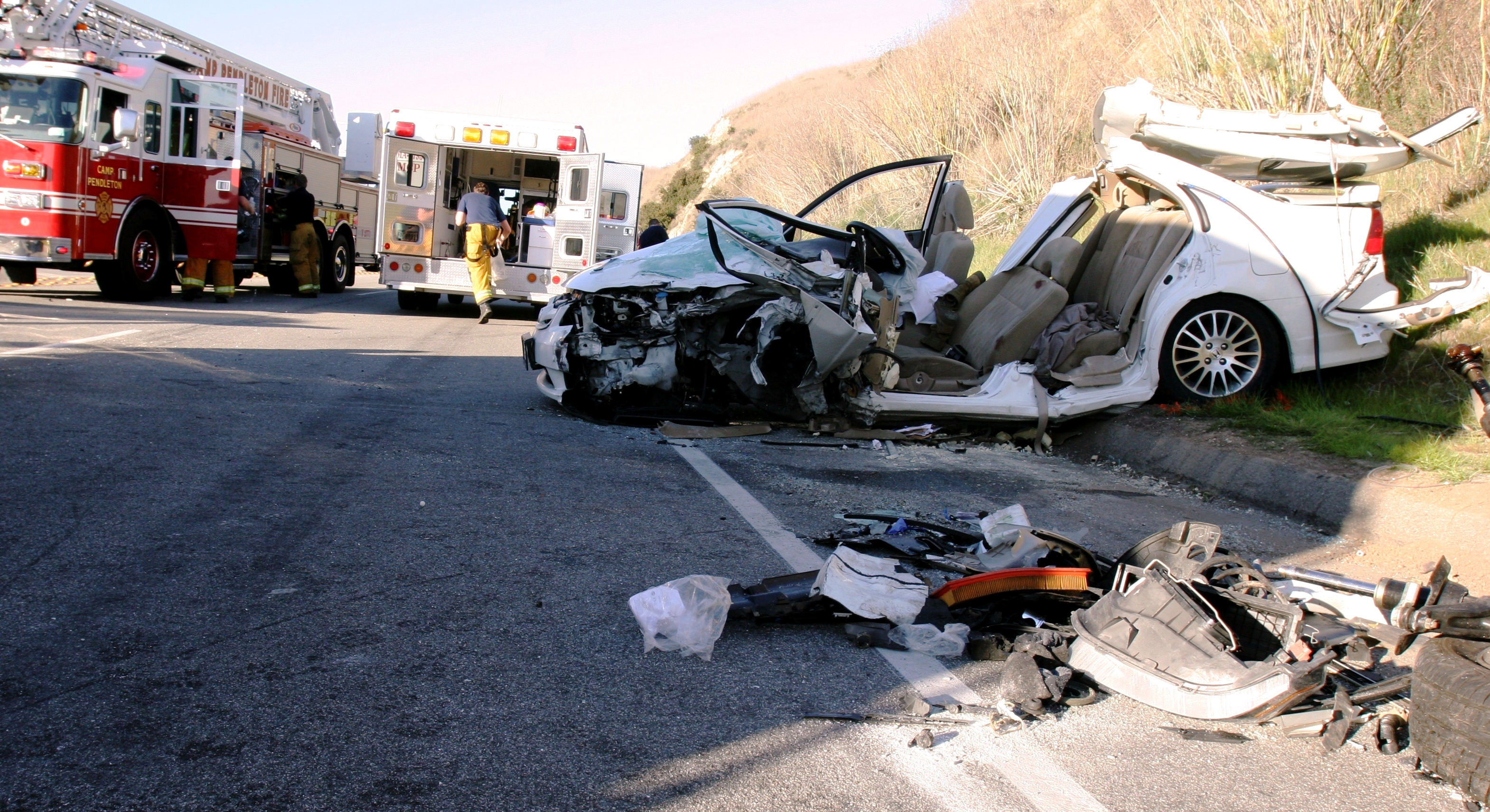
交通事故で大破した車

自動車が社会に及ぼす悪影響の中で特に大きなものは、交通事故で、怪我人や死者やその家族という被害者と、事故を起こした車を運転していた加害者を作りだしてしまう。
交通事故は出来る限りゼロに近付けるべきであり、特に死亡事故はゼロに近付ける努力を精一杯するべきだ、とされている。日本の警察は交番などに、その地域で、日々、交通事故によって怪我を負った人や死亡した人の数を掲示し、人々に注意を喚起し、意識を変え、運転に慎重になってもらおうと努力している。
負傷（怪我）と分類される場合でも、被害者は実際には重い障害を負って生涯苦しむ人が含まれている。まして被害者が死亡してしまった場合、遺族の悲しみは計り知れない。また死亡した人に子供がいれば、その子供は交通遺児となり、「親を失った子」としてその後の人生を生きなければならず、親が生きていたらできたはずのことができない人生となる。加害者となった者も、（自賠責保険や任意保険などで）被害者に金銭的に補償すればそれで全てが済むというような生易しいものではない。たとえば、運転時にいわゆる「ながら運転」をしていた場合、危険を予見できたにもかかわらず、道路交通法で定められている「注意義務」を怠ったことによって罪が重いが、そうでなくても、ただほんの一瞬注意を怠ってしまった、ということでも過失運転致死傷罪が適用される可能性があり、運転者（加害者）は刑務所で服役しなければならない可能性がある。また、自動車保険を利用して被害者に対して金銭的に補償しても、さらに運転者が刑務所で服役しても、遺児にとって大切な親が生き返るわけでもなく、結果として加害者となった者は一生涯、被害者の人生を狂わせてしまったことに対する道義的な責任を感じ続けなければならなくなる。加害者は、「自分は人を殺してしまった」、「残された家族の人生も壊してしまった」などと苦しむようになり、加害者の人生も、大きく変わってしまうのである。自動車によって頻繁に起きるようになった交通事故は、ただの金銭問題や経済問題といったレベルをはるかに超えて、人々の人生を狂わせ、苦しめ続けている。
なお（一部に、人命を軽視する者や、人の命まで金銭に換算して済ましてしまおう、という者がいるが、それがそもそも非常に不謹慎である、と一般にされている。それでも金銭に換算して理解しようとする者にその金銭を示すと）交通事故関連の損失は、日本だけに限った場合でも、毎年6.7兆円に及んでいる。
自動車の前に馬車が普及していたヨーロッパや米国では、車（馬車）が非常に危険だということは理解されていて、歩行者と車の走行場所の完全な分離（歩車分離）が馬車時代から進み、自動車が走行する車道と、歩行者の歩く歩道の距離が何倍もとってあり、その結果事故が少ない。またヨーロッパでは「歩行者優先」が徹底されていて、歩行者がいたら、自動車運転者はほぼ絶対的に停車する。ところが日本は後進国の段階、馬車すらも普及していない状態、つまり歩行者（や人が引く荷車）しかなかった道に、いきなり自動車が人の動線を侵害するように導入されてしまった。おまけに、ヨーロッパの走行状態を知らない人々が住む日本では「歩行者優先」の原則が十分理解されず、自動車の運転者が傲慢に歩行者の歩行を妨害するようなことがまかり通るようになってしまい、それが放置されるようになってしまった。最近では海外の交通状況を理解する日本人も増えるようになり、日本でも歩行者優先意識の啓発、あるいは歩行者優先の原則の絶対厳守とその原則を守らない運転者に対して厳罰を科すことが望まれるようになりつつある。歩道のガードの拡充、十分な幅の自転車専用レーンの確保などの道路インフラ整備が必要とされている。東名飲酒運転事故以前は飲酒運転も横行していた。速度超過、事故を誘発する違法駐車、横断歩行者の妨害等などの交通犯罪が蔓延している現状がある。またスマートフォンの普及などが原因となって、2010年代後半にはながら運転による深刻な事故が統計的に明白に急増したので、「ながら運転」による事故に関しては日本政府も厳罰化した改正案を2019年5月8日に閣議決定し、法案として提出した。
また日本など高齢化が進む社会（高齢化社会）では、全ドライバーに占める高齢ドライバーの割合が増え、ブレーキペダルとアクセルペダルの「踏み間違い」や道路の逆走事故が頻発するようになってきた。高齢者は、実際には客観的に測定して運転技能が落ちているにもかかわらず、本人は逆に「自分の運転には絶対に自信がある」などと言うようになり、こうした高齢者による自信過剰が原因で、より一層重大で深刻な事故が起きていることが判ってきている。
運転技能が落ちた高齢者ドライバーほど逆に自分の運転に「自信」を持つという恐ろしいデータも明らかになってきて、もはや高齢者ドライバーの「自覚」に期待したり、（自発的な）免許の自主返納に期待することは無理だ、高齢者に期待することが事故を引き起こす環境を放置する結果を生んでいる、ということも指摘されるようになってきている。（フジテレビの情報番組などをはじめとして）日本では高齢化が進み悲惨な事故が既に急増したので、高齢者ドライバーに関しては（アクセルを踏み込む異状操作時に作動したり、障害物に突進する場合に作動する）自動ブレーキ車限定の免許」（現在のところ。また将来的には「自動運転車限定の免許」）に強制的に変えるなどの法的・行政的な対策が必要だ、との指摘が行われるようになっている。
2010年代後半、先進国の大手自動車メーカーやIT企業などが主導して、自動運転車、しかもA.I.（人工知能）と高性能のセンサーを多数活用した高度な自動運転車の開発にしのぎを削っており、すでに一部の地域では実験的に走行が始まっており、2020年代には本格的に販売され、普及が進んでゆくと予想されており、性能の良いAIを用いた自動運転車ならば、人間が運転するよりも事故率を数百分の1や数千分の1程度にまで減らすことができる、といった予想もあり、自動運転車の普及によって、交通事故で苦しむ人々が減ることが望まれている。

### 大気汚染と環境破壊
内燃機関自動車(ICEV)は化石燃料を燃やし、二酸化炭素(CO2)や窒素酸化物(NOx)、硫黄酸化物(SOx)、黒煙を大量に排出し、環境や人々の健康に大きな悪影響を与える。
大気汚染はぜんそくや肺疾患などを引き起し、肺がんの原因ともなっている。また、大量に自動車の走行する道路沿いでは、走行による騒音や振動などの様々な問題も引き起こす。
二酸化炭素は地球温暖化の最大の原因とされ、窒素酸化物・硫黄酸化物などは酸性雨の原因にもなっており、これらの排出の削減が急務である。
1970年代から先進国の政府によって大規模な自動車排出ガス規制が行われるようになった。その結果ようやく自動車メーカーは、排ガス中に有害物質の少ないエンジンや低燃費のエンジンを本腰を入れて開発するようになった。また、大気汚染問題を根本的に解決すべく、電気自動車などのゼロエミッション車の開発も進むようになり、2010年代では電気自動車も本格的に販売台数が伸び、ヨーロッパや中国では2020年代にさらに排ガス規制が厳格化し、電気自動車の普及の推進（や販売台数、販売割合の義務化）がされるよう予定が欧州議会や欧州の各国政府の主導で組まれており、環境にも健康にも優しい電気自動車の開発・販売や購入に対し様々な優遇措置がとられるようになっており（2012年時点ですでに行われていた）、各自動車メーカーも「脱ガソリンエンジン」「電気自動車開発」でしのぎを削っている。2023年の時点で、電気自動車は生涯にわたる排出量がディーゼル車やガソリン車の約半分となっている。EUは、2035年までに新車および新型バンのゼロエミッションを達成する目標に向けて、2021年と比較して2030年までに自動車の排出量を55%、バンの排出量を50%削減することを目指している。
石油の大量消費
2018年には生産台数が1億台へ達すると予測されているが、仮に1.36トン車の984リットルで計算すると必要なエネルギーはガソリン984億リットル相当となり、これは日本の年間ガソリン消費量55百万キロリットル（550億リットル）の約2倍である。

### 自動車利用犯罪
自動車が生活に密着していなかった頃は、犯罪者の居住地域と犯罪地域は密接な状態にあったが、自動車が普及するにつれ、この前提は崩れている。他の交通機関でも犯罪を犯した地域からの脱出は可能であるが、公共交通では移動時間帯が限られている点や、（駅にカメラが設置されている鉄道や、運転手が目撃者となり得るタクシーなど）匿名性を保つことが困難な点などの関係で、犯罪者が犯罪を犯した地域から離れる場合の手段として自動車を用いたものが増えていることが、毎年発表される警察白書から確認できる。この問題には、高速道路での移動や盗難車による移動も含まれる。この問題に対し自動車ナンバー自動読取装置設置などの対策が施されているが、高価な装置であることなどの理由から設置場所は限られており、犯罪者側もナンバーを見難くするカバーを付ける者や偽造ナンバーを付ける者がいるなど、完全な対策になってはいない。

### その他

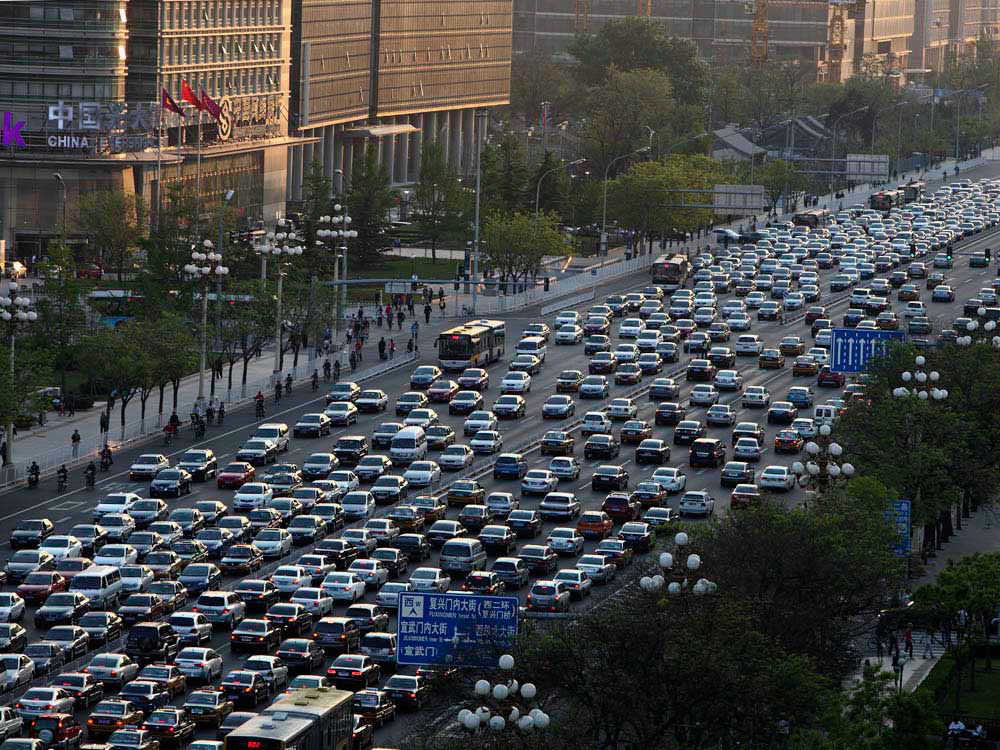
交通渋滞

- 自動車増に追いつかない道路などのインフラ整備状況と、交通渋滞によるアイドリング・徐行による排気ガスの増加やエネルギー効率の低下、また時間のロスによる経済的・個人的損失
- 逼迫する燃料需給。増加するガソリン需要に対応すべくオイルサンドの開発が進行中であるが、それによる環境負荷の増加
- バイオディーゼルやバイオマスエタノールなどの代替燃料の需要増による食料供給への影響
- ロードサイド店舗の増加に伴い、駅前の商店が衰退したことによる買い物難民の発生

などである。
乗り物酔い、シックカー症候群についてはシックハウス症候群をそれぞれ参照。

## 自動車の普及

### 自動車生産台数の推移
20世紀に入り、フォード・モデルT（販売1908年 - 1927年）の発売から米国での普及が始まり、その後欧州でも比較的廉価な車が発売された。第二次世界大戦後には戦時中に兵器製造に従事していた各企業による自動車生産が始まり、特にアドルフ・ヒトラーの国民車構想の産物であるフォルクスワーゲン（1938年 - 2003年）は量産記録を打ち立てた。1970年代には日本においても大衆車が普及し日本車の海外輸出も始まり生産台数を伸ばし始め、同時に韓国やマレーシアなどでも自動車生産が始まった。以下で述べる生産台数はメーカー国籍別ではなく、地理的に生産された国での数値である。
自動車の生産台数は1950年には約1058万台で、その約8割は第二次世界大戦による戦災を逃れた米国によるものであった。ビッグスリーの地元であり、また後に日・独などのメーカーが進出した米国は、その後半世紀にわたり世界で最大の生産国であった。60年代には西独・仏・英・伊などの生産が立ち上がり、1960年の生産台数は1649万台となった。70年代には日本における自動車の増産も始まり、1970年の生産台数は2942万台、1980年には3856万台、90年代には韓国ついで中国での生産が増加し、1990年4855万台、2000年には約5837万台、2010年には7758万台2013年には8730万台と増加し続けている。2018年には1億台に達するとの予測も出ている。
日本における自動車生産は第二次世界大戦前は主に米国企業によるいわゆるアメ車のノックダウン生産、戦後には戦災で破綻した物流システムを整えるべくトラックやバスの生産が優先された。乗用車の生産台数がトラック・バスを追い抜いたのは1968年であった。1960年の世界の生産台数は1649万台であったが、日本の生産台数は約76万台（内訳、乗用車17万台、トラック59万台、バス8千台）であった。1960年当時には、それまで三輪車や二輪車を生産していた鈴木自動車、富士重工、ダイハツ、東洋工業、本田などの企業が四輪車の生産に乗り出していた。「マイカー元年」と言われた1966年には229万台（内、乗用車98万台）でその内輸出は約26万台であった。1980年には約1千万台に達し米国を上回った。1980年の日本の自動車輸出台数は597万台であった。1991年には過去最高の約1325万台を生産したが、以降は1千万台前後で推移している。輸出は1985年がピークで673万台であった。
2009年には中国が1379万台で2位日本の793万台を大きく引き離し世界最大の自動車生産国となった。2013年は中国が2212万台、米国1105万台、日本963万台、ドイツ572万台、韓国452万台、インド388万台、ブラジル374万台、メキシコ305万台、タイ253万台、カナダ238万台、ロシア218万台となっている
。自動車メーカーの国籍はともあれ、中国で突出した台数が生産されている。2013年の自動車生産台数の4台に1台は中国で生産された。
地域別でみるとEU27カ国では16カ国で1618万台生産されており、多い国はドイツ572万台、スペイン216万台、フランス174万台、英国160万台、チェコ113万台、スロバキア98万台などで、これら6カ国でEU生産の82%が生産された。その他の地域で約百万台規模の生産のある国は、トルコ113万台、インドネシア121万台である。BRICSの一員である南アフリカでは約50万台の生産があった。

### 自動車保有（普及）台数
第二次世界大戦による大量破壊の翌年の1946年における自動車登録台数は約5千万台で、1955年に1億台を超え、1967年には2億台、1979年には4億台、1986年には5億台となり、24年後の2010年には10億台を超えた。
この間に各国で人・物資輸送の主体が鉄道から自動車へと転換し、総人口の増加、自動車普及率の向上とも相まって自動車登録台数が飛躍的に増加していった。
| 年度 | 登録台数 | 世界人口 | 1台あたりの 人口 | 備考                                         |
| ---- | -------- | -------- | ---------------- | -------------------------------------------- |
| 1945 | 0.5億台  | 23.5億人 | 47               | 人口は World population in 1945による。      |
| 1955 | 1億台    | 27.7億人 | 27.7             |                                              |
| 1960 |          | 30億人   | 24.4             |                                              |
| 1967 | 2億台    | 34.2億人 | 17.1             | 1966年の人口値                               |
| 1979 | 4億台    | 44.5億人 | 11.1             | 1980年の人口値                               |
| 1986 | 5億台    | 48.6億人 | 9.7              | 1985年の人口値                               |
| 2002 | 8億台    | 62.4億人 | 7.7              |                                              |
| 2010 | 10億台   | 69億人   | 6.9              |                                              |
| 2030 | 20億台   | 83億人   | 4.2              | 17億台とする予測もある。その場合4.9人に1台。 |

1台あたりの人口の数値は1960年と2002年のもの以外は登録台数の有効桁数を一桁で計算しているので、大まかな数値である。

各国の1千人あたりの自動車台数（2009年）
601+
501-600
301-500
151-300
101-150
61-100
41-60
21-40
11-20
0-10

20世紀末からは中国の経済成長に伴い、中国での自動車生産も始まり21世紀初頭には米国に次ぐ自動車保有国となった。2010年の中国の自動車登録台数は前年比27.5%増と大幅な伸びを示しているが、中国における人口あたりの普及率は未だに低く、さらなる増加が見込まれている。中国に並ぶ人口大国のインドでも経済成長が著しく大きく登録者台数を伸ばしているが自動車保有台数は中国の約3分の1である。中国についで増加台数の多い国はブラジルで2010年には250万台増加した。
2012年末における世界の乗用車、トラック・バスを含む四輪車保有台数は約11億台で、6.3人に1台の保有率となっている。11億台の内訳は乗用車が7億7332万台、トラック・バスが3億4123万台で、乗用車の普及率は9.1人に1台となっている。自動車の普及の著しい北アメリカ、西ヨーロッパ、日本、豪州では乗用車の普及率は約2人に1台であるが、米国に次ぐ自動車保有国である中国では人口あたりの乗用車保有率は約26人あたり1台である。
参考までに二輪車（自転車を除く）の保有台数（2011年または2012年）は全世界で約2億台から4億台と推定されており、中国に約1億台（1台あたり13人、以下同）、インドネシアに約7598万台（3人/台）、タイ1924万台（4人/台）、台湾1514万台（1.5人/台）、日本1199万台（11人/台）、マレーシア1059万台（3人/台）、イタリア858万台（7人/台）となっている。
自動車の地域別保有台数を以下の表で示す。
なおICCTの2013年の報告書では自動車をLight-duty（軽量車両）とHeavy-duty（重量車両）に2分して集計している。米国の環境庁（EPA）によるLight-dutyの分類は車重8500ポンド（約3.8トン）以下の自動車であり、ほぼ日本で普通免許で運転できる自動車に相当する。Heavy-dutyはバスや大型トラックといった業務用の車両と見なせる。前述した日本自動車工業会による乗用車とトラック・バスとの分類とは異なることに留意。
|                          | 2010年保有台数 | 2010年保有台数 | 2010年保有台数 | 2010年保有台数 | 2030年予測 | 2030年予測 | 2030年予測 | 2030年予測 | 対10年度増減率 | 対10年度増減率 |
|                          | 軽量車         | 重量車         | 合計           | シェア         | 軽量       | 重量       | 合計       | シェア     | 軽量           | 重量           |
| ------------------------ | -------------- | -------------- | -------------- | -------------- | ---------- | ---------- | ---------- | ---------- | -------------- | -------------- |
| カナダ                   | 19             | 3              | 22             | 2%             | 30         | 4          | 34         | 2%         | 59%            | 23%            |
| 米国                     | 231            | 12             | 243            | 24%            | 280        | 15         | 295        | 17%        | 21%            | 27%            |
| メキシコ                 | 22             | 3              | 25             | 2%             | 39         | 5          | 43         | 3%         | 75%            | 60%            |
| 中南米                   | 20             | 8              | 28             | 3%             | 37         | 14         | 51         | 3%         | 83%            | 74%            |
| ブラジル                 | 28             | 2              | 30             | 3%             | 50         | 3          | 53         | 3%         | 80%            | 33%            |
| EU27カ国                 | 239            | 35             | 274            | 27%            | 313        | 41         | 354        | 21%        | 31%            | 17%            |
| EU外欧州                 | 28             | 6              | 34             | 3%             | 60         | 8          | 69         | 4%         | 116%           | 40%            |
| ロシア                   | 34             | 6              | 40             | 4%             | 80         | 7          | 87         | 5%         | 136%           | 17%            |
| 中国                     | 59             | 17             | 76             | 7%             | 189        | 32         | 221        | 13%        | 221%           | 87%            |
| 日本                     | 58             | 17             | 75             | 7%             | 57         | 16         | 73         | 4%         | -1%            | -6%            |
| 韓国                     | 15             | 5              | 20             | 2%             | 29         | 11         | 40         | 2%         | 95%            | 116%           |
| インド                   | 15             | 5              | 20             | 2%             | 105        | 19         | 124        | 7%         | 600%           | 276%           |
| アジアその他             | 40             | 18             | 58             | 6%             | 89         | 34         | 123        | 7%         | 122%           | 89%            |
| 中近東（エジプトを含む） | 26             | 7              | 33             | 3%             | 68         | 17         | 85         | 5%         | 161%           | 142%           |
| アフリカ                 | 21             | 10             | 31             | 3%             | 33         | 15         | 48         | 3%         | 56%            | 49%            |
| オーストラリア           | 12             | 3              | 15             | 1%             | 19         | 3          | 23         | 1%         | 61%            | 16%            |
| 合計                     | 867            | 157            | 1024           | 100%           | 1,479      | 243        | 1,722      | 100%       | 71%            | 55%            |

2010年の集計では米国とEU27カ国が2大自動車保有地域である。EU27カ国の大半は独・仏・英・伊・西（＝スペイン）の5カ国であり、新車登録の75%はこの5カ国によるものである。EU27カ国には世界の27%の2.7億台、米国には同24%の2.4億台があった。これに続くのが国土面積や人口で比較にならないが中国と日本である。それぞれ76百万台、75百万台で約7%のシェアであった。次は日本より人口が1割強多く最大の国土を持つロシアで保有台数は約4千万台であった。
2030年にかけては、EU27カ国および米国では2-3割の増加でそれぞれ3.5億台、3.0億台、中国は約3倍の2.2億台、インドは約6倍の1.2億台となると推定されている。ついでロシア87百万台、2010年比微減となると予想される日本の73百万台、1.8倍の53百万台となるブラジルなどが続く。経済成長の著しい韓国では2030年には普及率が日本など自動車先進国と並び倍増の4千万台となると予想されている。

### 自動車社会ロサンゼルスの現状
最多の保有台数（全4輪車1台あたり1.2人）である米国のなかでも保有率が高いのがロサンゼルスである。なお米国の普及率を乗用車のみでみると1台あたり2.6人と他の自動車普及国がほぼ2.0人かそれ以下であるのに対して普及率が低くでている。これは米国では乗用車に分類されないピックアップと呼ばれるトラックが自家用として広く普及しているためである。
自動車社会であるロサンゼルス郡は、面積が東京都の約4.6倍の約1万平方キロで、人口は東京都の約4分の3の約1千万人で、約700万台（2008年末）の登録車両がある。運転出来ない若年層を考慮すると平均ではほぼ1人に1台の状態である。ロサンゼルス市にはかつて路面電車が走っていたが、20世紀半ばには廃止され（アメリカ路面電車スキャンダル）1940年のパサデナフリーウェイ（Arroyo_Seco_Parkway）を皮切りに高速道路が整備され自動車社会へと変わっていった。これにより街自体が人の移動を車によるものとの前提で開発され、広大な駐車場を備えたスーパーマーケットやショッピングセンターが近郊の小売業を駆逐していき、ちょっとした買い物でも車で移動せざるを得ない状態になっている。1990年代には地下鉄（ロサンゼルス郡都市圏交通局）の開業が始まったが、整備状況は限られている。
ロサンゼルス郡では高速道路網（Freeway）も張り巡らされており、多くの一般道も片側3車線前後であるが、朝夕の通勤退社時には高速一般道ともに大きく渋滞している。道路の整備は米国の他州はもちろん各国に比べ進んではいるが、地下鉄やバスなどの公共交通機関が未熟な為に約84%が通勤に乗用車を運転しており公共機関の利用者は6%に留まり、全米で最悪の交通渋滞との評価が下されている。
カリフォルニア州ではガソリン価格は米国平均よりも高く、排気ガス規制もより厳しい独自のものを設定しており、より小型の車やハイブリッドカーが選択される傾向が他州よりも強い。

### 日本の自動車保有台数
日本には1898年（明治31年）ごろから自動車が輸入されはじめ、道路法が成立した1919年（大正8年）には自動車台数は5000台に達していた。大正時代の関東大震災を挟んで急増し、1926年（大正15年）で3万2000台に達し、1932年（昭和7年）には10万台を超えた。1945年（昭和20年）における二輪車・小型特殊車両を除いた自動車保有台数は、14万台弱、保有率は0.2%に過ぎなかったが、敗戦後の自動車の普及はめざましく、1950年（昭和25年）には35.9万台、1955年（昭和30年）には92.2万台となる。1956年（昭和31年）には戦後の復興を遂げ「もはや戦後ではない」といわれるようになり、前年1955年には通産省が「国民車構想」を発表した。1958年（昭和33年）にスバル・360が発売され60年代前半には各社から軽自動車が発売された。1960年（昭和35年）は230万台、1965年（昭和40年）には724万台となり、わずか10年間で約8倍に急増した。1966年（昭和41年）は「マイカー元年」と呼ばれトヨタ・カローラ・日産・サニーなどの大衆車が発売され自動車が普及し始めた。
1966年（昭和41年）のトラック・バスなどの大型車も含めた自動車保有台数は約884万台で、翌1967年には1095万台、1971年（昭和46年）に2045万台、1982年（昭和57年）に4130万台、1997年（平成10年）に6984万台となった以降は微増となり2004年以降は7500万台前後で推移し、2014年は2輪車を除いた保有台数は7721万台、保有率は60.6%であった。この保有台数は国別では米国、中国に次ぐ3番目で、人口あたりの保有台数では米国や西ヨーロッパ諸国とほぼ同率である。2030年にかけては海外では引き続き増加していくが、日本では微減すると予想されている。
60年代後半からの急激な自動車の増加に対して道路整備は立ち遅れ、各地で交通渋滞や交通事故の増加が問題となった。また排気ガスによる大気汚染も70年代に深刻化した。日本においては1970年代から高速道路（高規格幹線道路）の整備が始まったが、急増する保有台数に追いついておらず、日本の高速道路の整備状況は米国とはもちろん、ドイツ、フランス、中国、イギリス、韓国よりも低い水準である。
なお二輪車では、原付を除く125cc超の二輪車は1966年には約88万台であったが、2013年には125cc超が4倍の約354万台となった他、原付第一種が666万台、第二種が163万台で二輪車の合計は1182万台であった。
2013年の四輪と二輪の合計は8791万台で国民1.4人に1台の普及率となっている。
20世紀末から日本の登録台数は頭打ちであるが、小型車、特に軽自動車がシェアを拡大してきている。軽自動車は技術の進歩に加えて、従来の取り回しの良さと経済性で弱点が少ないことから、90年代以降着実に台数を伸ばしている。

#### 都道府県別の自動車普及率
2013年の日本の自動車普及率は対人口では1台あたり1.7人、乗用車に限ると2.1人であり、これは100人あたり59.7台、46.6台となる。以上は自家用、業務用、軽から大型まですべてを含む数値である。
2013年の世帯あたりの自家用乗用車（軽自動車も含む）の普及率をみると、日本平均は1世帯あたり1.08台で各家庭にほぼ1台の割合となっている。世帯あたりの人数は、2010年では最大が山形県の3.16人で最低が北海道の2.27人で全国平均は2.59人であった。
世帯ベースで各地域をみると保有台数の多い県は上位10地域で、福井県（1.77台）、富山県（1.73台）、群馬県（1.68台）、山形県（1.68台）、岐阜県（1.65台）、栃木県（1.65台）、茨城県（1.63台）、長野県（1.59台）、福島県（1.56台）、新潟県（1.56台）などで、その他の大半の県で1台以上となっている。1台を切るのは5地域のみで、少ない方から東京都（0.48台）、大阪府（0.68台）、神奈川県（0.75台）、京都府（0.86台）、兵庫県（0.94台）と、当然ではあるが、公共輸送機関の発達した人口密度の高い（人口都市集中の激しい）都道府県で保有台数が少なくなっている。なおこの5都府県に続いてすくないのが北海道（1.008台）、千葉県（1.02台）であった。国土面積の約2割以上を占める広大な北海道で世帯当たりの保有数が少ないのは世帯あたりの人数が最小であることも影響している。

### 登録台数予測
将来の登録台数予測はいくつかの機関から出されており、2030年の自動車登録台数は17億から20億台との推定が出ている。自動車は2030年にかけて中国、中近東、インドで大きく普及し、総普及台数は17億台に達すると見られている。2050年には25億台となるとの予測も出されている。
二輪車も2010年の約4億台から2030年には9億台へ達すると推定されている。
仮に中国で乗用車の普及率が先進国並の2人に1台となると2012年時点の人口13.4億人では6.7億台となり、約6億台が増加することとなる。これは2013年の世界の自動車生産実績8730万台の約7年分に相当し、2013年の中国の自動車生産実績2212万台の27年分である。

## 自動車産業
全世界での自動車生産台数は非常に大きく、しかも自動車を構成する数多くの部品を製造するには非常に多くの人員が必要となる事から、自動車は巨大産業である。自動車産業内での企業間の競争は激しく、価格競争の激化や経営内容悪化や淘汰などが起き、1980年代以降、多国籍企業グループへの集約が進んでいる。
自動車製造には数万点におよぶ部品（鋼材、ガラス、座席、電子機器、ねじなど）が必要であり、消費者からは直接的には見えない諸企業（鉄鋼産業・ガラス産業・合成樹脂メーカー、電子機器メーカー、ソフトウェア製造業まで、数え切れないほどの企業）の売上にも影響を及ぼし、製造には大規模な設備投資が必要となることが多く、その企業や工場だけでなく、協力会社なども集まってきて企業城下町を形成するなど、自動車企業・工場の立地場所周辺への経済的効果は非常に大きいといえる。
近年はグローバル競争が激しくなってきていることや、年々排ガスや安全の基準が厳しくなっていること、自動運転や電気自動車の研究開発など、個別の企業でそれらに対処するのは難しくなってきているため、M&Aや提携をするケースが増えている。

### 自動車ブランド・グループ
| K. ベンツ（メルセデス・ベンツ） | A. プジョー（プジョー）      | L. ルノー（ルノー）           | G. アニェッリ（フィアット） | A. ホルヒ（アウディ）       |
| H. フォード（フォード）         | J. K. スターレー（ローバー） | H. ロイス（ロールス・ロイス） | E. ブガッティ（ブガッティ） | E. フェラーリ（フェラーリ） |
| 豊田喜一郎（トヨタ）            | 鮎川義介（日産）             | F. ポルシェ（ポルシェ）       | 本田宗一郎（ホンダ）        | 鄭周永（ヒュンダイ）        |

自動車ブランド・メーカーや自動車製造者についての詳細な情報は、
- 「Category:自動車メーカー・ブランド」
- 「自動車製造者の一覧」
- 「自動車の車種名一覧」を参照。

#### 代表的な自動車グループ
2022年現在は以下の通り。
| グループ名                     | 所属する企業・ブランド | 所属はしていないが資本関係の深い企業・グループ |
| ------------------------------ | --- | ---------------------------------------------- |
| トヨタグループ                 | トヨタ自動車/レクサス/日野自動車/ダイハツ工業                                                                                                 | SUBARU/スズキ/いすゞ自動車                     |
| ルノー・日産・三菱アライアンス | ルノー/日産自動車/三菱自動車工業/インフィニティ/ダットサン/ルノーサムスン/アルピーヌ/ダチア/ラーダ                                            |                                                |
| フォルクスワーゲン・グループ   | フォルクスワーゲン/アウディ/ポルシェ/ランボルギーニ/シュコダ・オート/セアト/ベントレー/ブガッティ/スカニア/MAN                                |                                                |
| ステランティス                 | フィアット/アルファロメオ/アバルト/ランチア/マセラティ/クライスラー/ジープ/ダッジ/ラム・トラックス/プジョー/シトロエン/DS/オペル/ボクスホール | フェラーリ                                     |
| GMグループ                     | シボレー/ビュイック/キャデラック/GMC | 上汽通用五菱汽車                               |
| 現代-起亜グループ              | 現代自動車/起亜自動車/ジェネシス/アイオニック                                                                                                 |                                                |
| フォード                       | フォード/リンカーン |                                                |
| BMW                            | BMW/MINI/ロールス・ロイス |                                                |
| タタ・グループ                 | タタ・モーターズ/ジャガーランドローバー/タタ大宇/タタ・イスパノ                                                                               | マルコポーロ                                   |
| 吉利                           | 吉利汽車/上海華普汽車/ボルボ・カーズ/プロトン/ロータス・カーズ/テラフージア/ロンドンEVカンパニー/yuan cheng auto                              | ダイムラー                                     |

### 世界販売台数
| 順位 | グループ名                   | 国                             | 販売台数(万台) |
| ---- | ---------------------------- | ------------------------------ | -------------- |
| 1    | トヨタ自動車グループ         | 日本                           | 1,082          |
| 2    | フォルクスワーゲングループ   | ドイツ                         | 903            |
| 3    | 現代・起亜自動車グループ     | 韓国                           | 723            |
| 4    | ゼネラルモーターズ           | アメリカ                       | 600            |
| 5    | ステランティス               | イタリア · フランス · アメリカ | 542            |
| 6    | フォードグループ             | アメリカ                       | 447            |
| 7    | 比亜迪汽車（BYD）            | 中国                           | 427            |
| 8    | ホンダ                       | 日本                           | 380            |
| 9    | 日産自動車                   | 日本                           | 335            |
| 10   | 吉利控股集団                 | 中国                           | 333            |
| 11   | スズキ                       | 日本                           | 325            |
| 12   | 長安汽車                     | 中国                           | 268            |
| 13   | 奇瑞汽車                     | 中国                           | 260            |
| 14   | BMW                          | ドイツ                         | 245            |
| 15   | メルセデス・ベンツ・グループ | ドイツ                         | 239            |

### 関連業種
- 給油（ガソリンスタンド）
- 修理（レストア）
- 中古車の販売、輸出（自動車輸出国一覧（英語版）、日本の中古車輸出（英語版））
- 洗浄（オート・ディテーリング（英語版））
- 運輸業(物流、旅客)

## 自動車関連の専門職
自動車関連の仕事・職業のひとつに自動車整備士がある。
各国で状況は異なるので、自動車整備士という記事で詳しく説明する。